# Cursa de cavalls

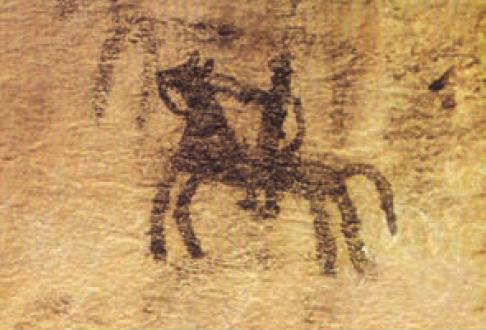
Pintura a la cova de Doushe a Lorstan, Iran 8000 aC representant un cavall i el seu genet

Les curses de cavalls són un esport eqüestre de competició, que normalment inclou dos o més cavalls muntats per jockeys,o de vegades conduïts sense genets, a una distància determinada. És un dels esports més antics de tots, ja que la seva premissa bàsica (identificar quin de dos o més cavalls és el més ràpid en un recorregut o distància fixada) no ha canviat des de l'antiguitat clàssica.
Les curses de cavalls varien molt en format, i molts països han desenvolupat les seves pròpies tradicions particulars al voltant de l'esport. Les variacions inclouen restringir les carreres a races particulars, córrer per sobre d’obstacles (camp a través), córrer a diferents distàncies (normalment una milla, quart de milla, milla i octau, milla i 16è), córrer per diferents superfícies de pista i córrer a diferents marxes
Tot i que, de vegades, els cavalls es cavalquen exclusivament per practicar esport, una part important des seu interès públic i la importància econòmica de les curses de cavalls es troba en el jocs d'aposta vinculats. Les apostes són una activitat que el 2008 va generar un mercat mundial per valor d'uns 115.000 milions de dòlars als USA. Moltes persones utilitzen un hàndicap que assigna avantatges a través de compensacions entre diferents competidors sobre la base de actuacions anteriors, de manera que s'igualin les seves possibilitats de victòria.

## Història
Les curses de cavalls tenen una llarga i distingida història i s'han practicat en civilitzacions de tot el món des de temps remots. Els registres arqueològics indiquen que les curses de cavalls es van produir a l'Antiga Grècia, a l'antiga Roma, a Babilònia, a Síria i a Egipte. També van tenir un paper important en el mite i la llegenda, com ara la competició entre els cavalls del déu Odín i el gegant Hrungnir de la mitologia nòrdica. Però el fet més rellevant és que la hípica ha tingut una funció primordial en ls difusió de la cultura i el llenguatge entre diferents èpoques i civilitzacions.

### Antiga Grècia

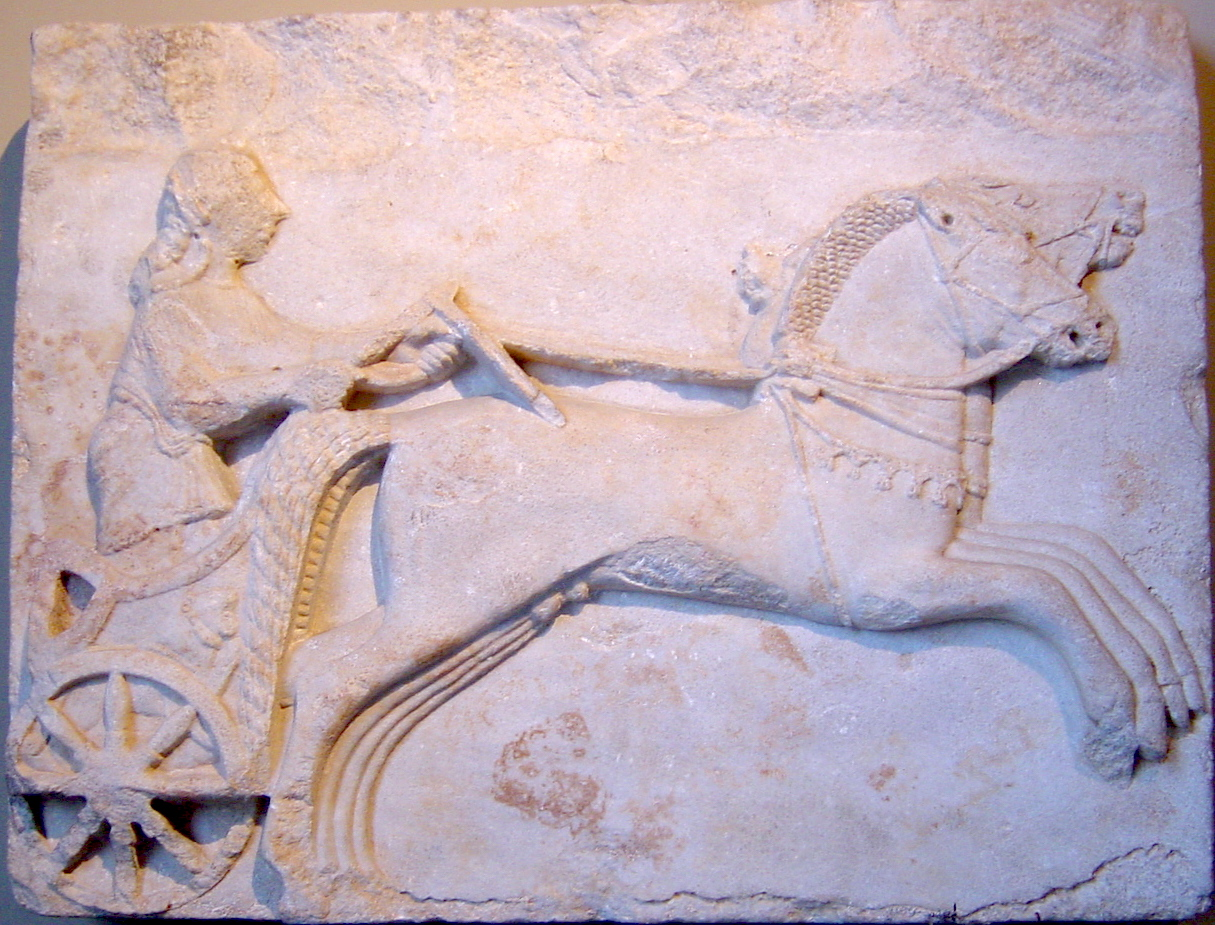
Auriga grec. Baix relleu de l'últim quart del segle vi aC procedent de Cízic, Museu Arqueològic d'Istanbul.

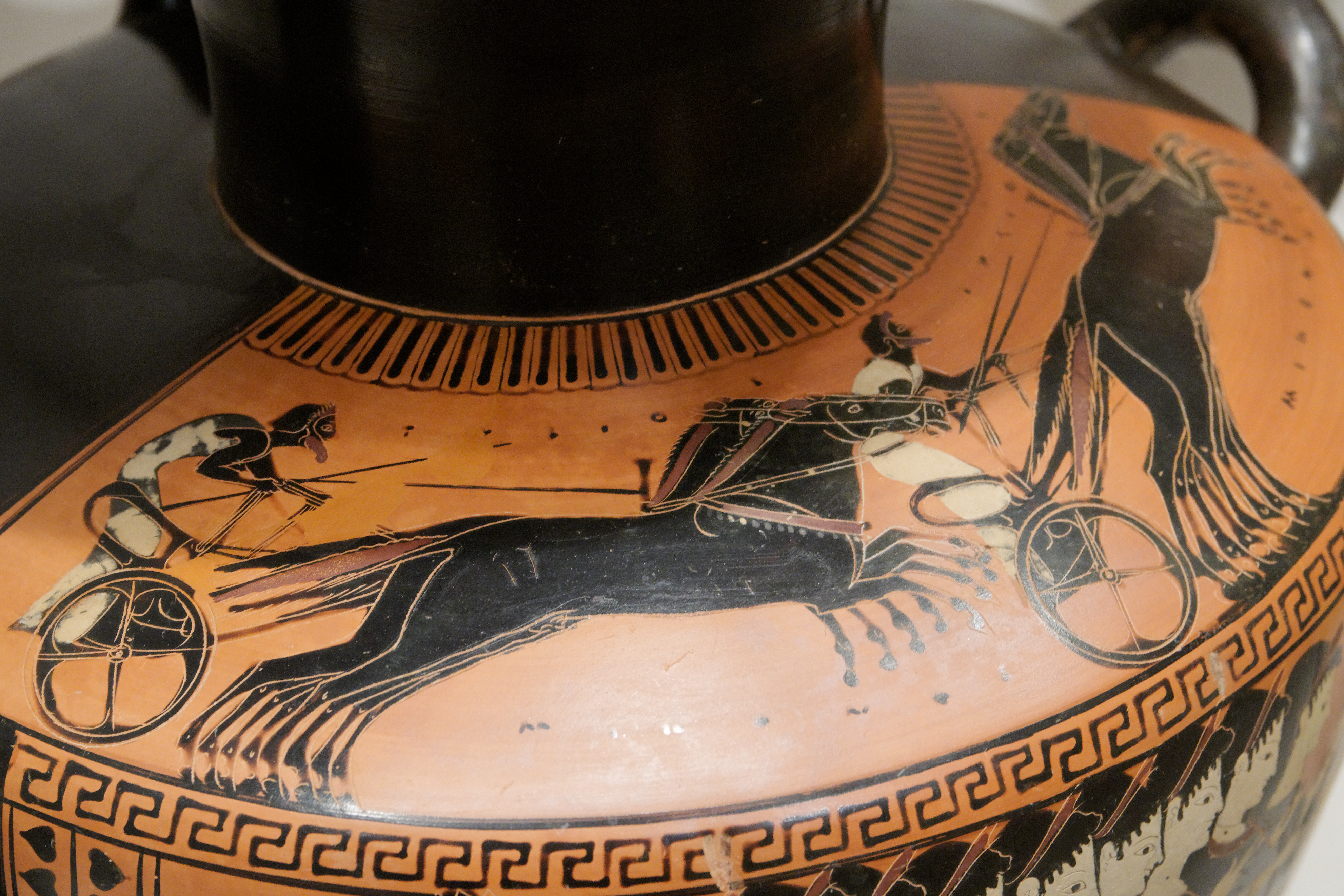
Cursa de cavalls en una terrissa negra hidria de l'Attica, ca. 510 aC

Als Jocs Olímpics de l'Antiguitat, així com als altres Jocs panhel·lènics comptaven amb curses de carros. El recorregut en si estava dividit al llarg del seu eix per una partició de pedra o fusta, anomenada embolon, en què corrien els cavalls i els carros. Es recorria una distància de 4 estadis (769 m) a cada circuit. Hi havia diferents tipus de curses de cavalls que se celebraven a l'hipòdrom d'Olympia: els keles (grec: κέλης), una cursa amb un genet adult (648 aC en endavant); els kalpe (trot), o cursa per a eugues (496 aC en endavant); i una cursa de poltres (256 aC en endavant). Es feien servir dispositius mecànics, com ara portes (ὕσπληγγες hyspleges), que s'obrien cap a baix totes alhora per mitjà d'un automatisme permetien la sortida dels carros en igualtat de condicions.
Les curses de carros tenen els seus orígens en la manera bèl·lica dels aqueus. Cronològicament es distingeixen diferents tipus: carreres amb quatre cavalls tethrippon, grec: τέθριππον (680 aC en endavant); l’apene, un carro tirat per dues mules (500 aC en endavant); (synoris, grec: συνωρὶς), un carro tirat per un parell de cavalls (408 aC en endavant); el tethrippon,per a poltres (384 aC en endavant); i el synoris, per a poltres (268 aC en endavant).
Les curses de carros es va afegir per primera vegada als Jocs Olímpics el 680 aC. El geògraf Pausànies ens els ha informat en la seva Descripció de Grècia: Les curses començaven amb una processó dins l'hipòdrom, on un herald recitava els noms dels genets coneguts com aurigues i dels seus amos. Els participants eren elegits per la seva lleugeresa i alçada, de manera que normalment es tractava d'adolescents. Anaven vestits amb una peça anomenada xystis, la qual arribava fins als turmells i estava subjectada per sobre de la cintura amb una simple corretja.

### Antiga Roma

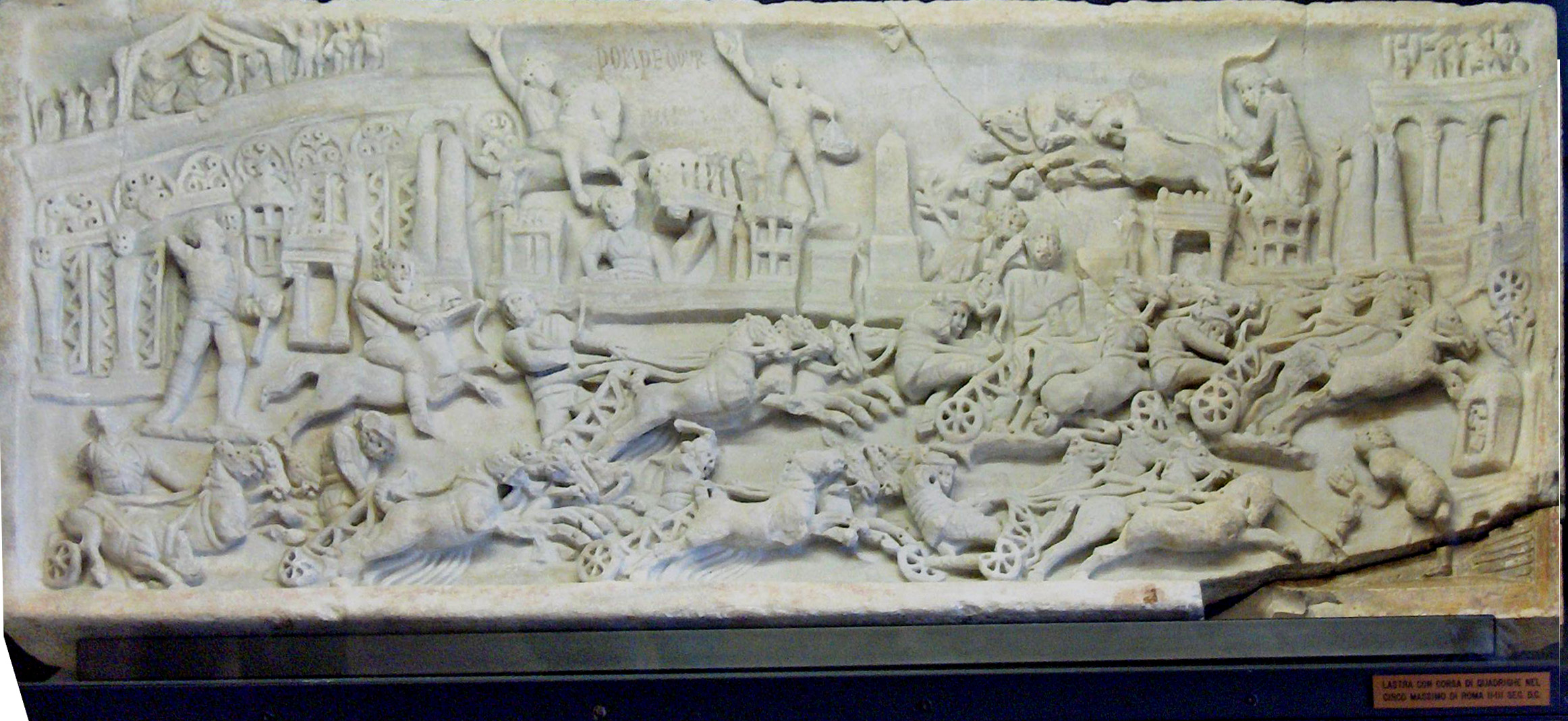
Baix-relleu d'una quadriga al Circus Maximus (Segle II-III dC)

Les curses de carros durant l'Antiga Roma s'originen a partir de les competicions que feien etruscs, els quals van observar dels grecs. En qualsevol cas, Roma també va tenir un contacte directe amb les pràctiques eqüestres de Grècia i les va adaptar a les seves preferències.
Les curses de carros formaven part de diverses festes religioses romanes que eren precedides per una desfilada (pompa circensis) que comptava amb els aurigues, la música, els ballarins disfressats així com les imatges dels déus. Així al carnaval de primavera a Roma es tancava amb una cursa de cavalls. De quinze a vint cavalls sense genet, originàriament importats de la costa de Barbària, al nord d’Àfrica, es van deixar anar per recórrer la longitud del Via del Corso, un carrer llarg i recte de la ciutat que es solia fer un temps de 2 1⁄2 minuts. Tot i que el valor d'entreteniment de les curses de carros tendia a eclipsar qualsevol propòsit sagrat, a la fi de l'antiguitat els pares de l’Església encara els veien com una pràctica tradicional "pagana" i van aconsellar als cristians que no participessin.
En la societat romana les curses de carros tenien lloc normalment en un circ. El centre principal de les carreres de carros era el Circ Màxim a la vall entre el turó Palatí i el turó Aventí, amb capacitat per a 250.000 persones. Va ser el circ més antic de la ciutat de Roma. Però els espectacles de curses de cavalls i carros es van estendre per tot l'Imperi. Així, a la península Ibèrica trobem diferents exemples de circs amb curses investigades tant als circs de la Baetica com a la Tarraconense.
Els romans utilitzaven una sèrie de portes conegudes com a carceres, equivalents a les hysplex gregues.Les carceres estaven aixecades a l'extrem angulós de la pista i els carros es posaven darrere de les portes, les quals s'obrien per un ressort. Quan els carros estaven preparats, l'emperador (o qualsevol que fos l'amfitrió, en cas de no celebrar-se a Roma) tirava un drap conegut amb el nom de mappa per indicar el començament de la competició. Una cursa consistia en només 7 voltes, enlloc de les 12 voltes de la cursa grega. L'estil romà també era més orientat als diners. Els corredors eren professionals i hi havia apostes generalitzades entre els espectadors. Hi havia carros de quatre cavalls (quadrígues) i carros de dos cavalls (bigae), però les carreres de quatre cavalls eren més importants.

### Edat mitjana (Imperi Romà d'Orient)

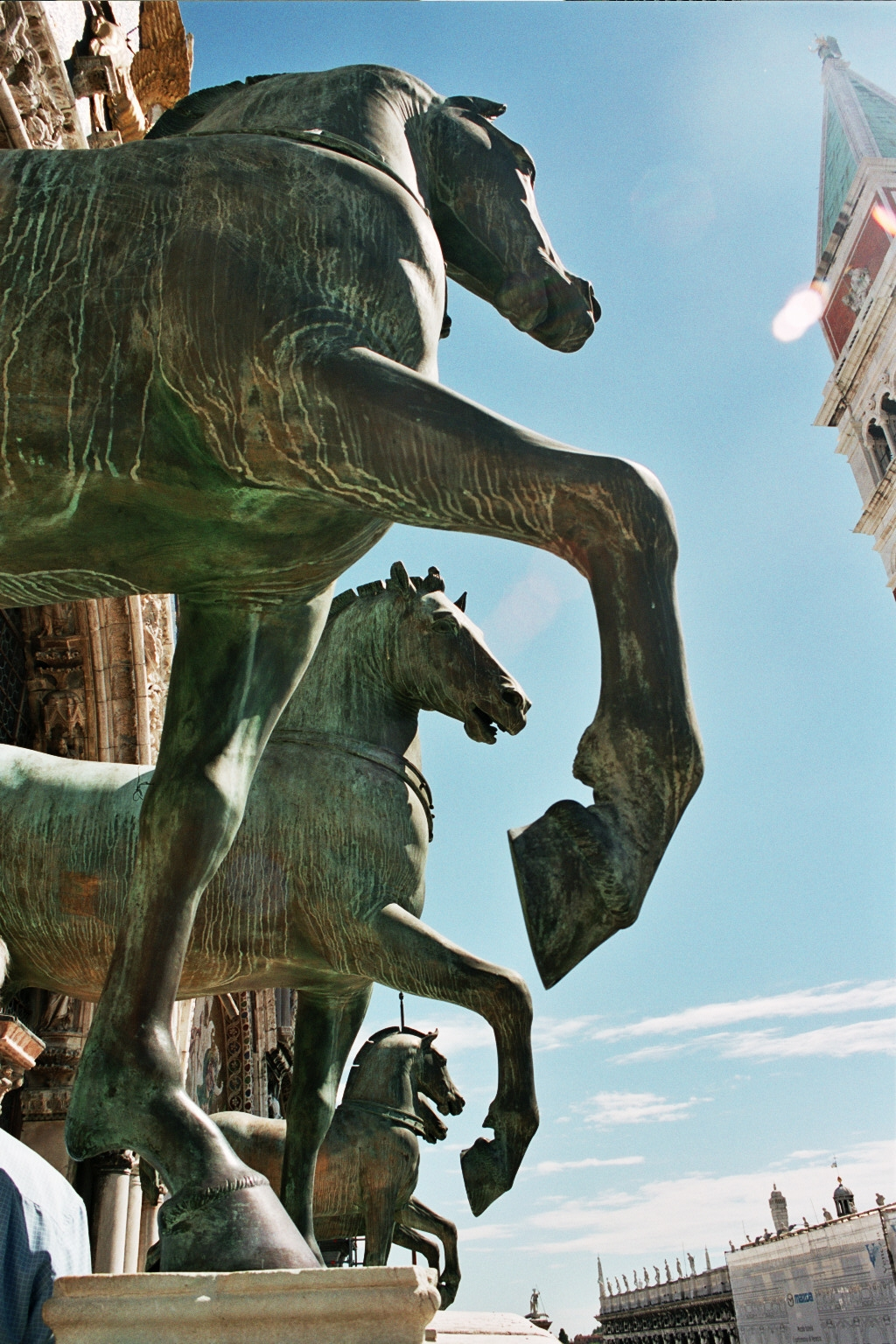
Escultura que representa una quadriga. Detall de la Basílica de Sant Marc, procedent de l'Hipòdrom de Constantinoble.

L'Imperi Romà d'Orient va continuar amb les curses de cavalls però amb menys diversificació que grecs i romans. Així, Constantí I (r. 306–337) va preferir les curses de carros al combat de gladiadors, que considerava un vestigi de paganisme. Els Jocs Olímpics van acabar finalment amb l'emperador Teodosi I (r. 379-395) el 393, com a mesura per promoure el cristianisme, però les curses de carros van continuar sent populars. L'Església no ho va impedir ja que es relacionava amb la majestuositat imperial, però alguns escriptors com Tertul·lià, van començar a atacar l'esport.
Les curses de carros van ser importants a l'Imperi Romà d'Orient, com a forma de reforçar la classe social i el poder polític, inclòs el poder de l'emperador romà d'Orient, i sovint es van posar per raons polítiques o religioses. L'Hipòdrom de Constantinoble,com a circ romà,estava connectat amb el palau de l'emperador i l'Església de Santa Sofia, cosa que permetia als espectadors veure l'emperador com tenien a Roma. Els ciutadans van utilitzar la seva proximitat amb l'emperador als circs i teatres per expressar l'opinió pública, com la seva insatisfacció amb les polítiques que l'emperador portava a terme.
Les curses de carros a l'Imperi Romà d'Orient també incorporaven els clubs de carreres romans, que van continuar tenint un paper destacat en aquestes exhibicions. En aquell moment, els blaus (Vénetoi) i els verds (Prásinoi) havien arribat a eclipsar les altres dues faccions dels blancs (Leukoí) i els vermells (Roúsioi), tot mantenint les seves aliances. Aquestes faccions del circ ja no eren les empreses privades que havien estat durant l'Imperi Romà. Les curses van començar a rebre finançament públic i regular, posant-les sota control imperial. Córrer les curses de carros amb despeses públiques va ser probablement una mesura de reducció de costos i mà d’obra, que va facilitar la canalització dels fons per organitzacions de carreres. Les curses sembla que van disminuït al llarg del segle vii, amb les pèrdues que va patir l'Imperi a mans dels àrabs i el declivi de la població i de l'economia.
L'Hipòdrom de Constantinoble va romandre en ús per a carreres, jocs i cerimònies públiques fins al Setge de Constantinoble per la Quarta Croada el 1204. Durant el saqueig, els croats van delmar la ciutat i, entre altres coses, van retirar la quadriga de coure que hi havia a sobre dels carcerers; ara es mostra a la catedral de Sant Marc de Venècia.A Occident, els jocs havien acabat molt abans; a finals del segle IV, els espectacles públics a Itàlia havien acabat a totes les ciutats, excepte en unes poques.
No obstant, en algunes ciutats italianes es van portar a terme algunes competicions conegudes com a Palio, els barris d'una ciutat o els comune, vinculats a una família noble lluitaven l'un contra l'altre en curses de cavalls, tir amb arc, justes, tir amb ballesta, portant com a estendard la bandera o mantell de la seva famíia. El mes antic conegut és el Palio di Ferrara que es remunta al segle xiii. El 1259, per honrar la victòria de les tropes del Papa sota les ordres d’Azzo VII sobre les tropes imperials. El mes famós és però el Palio di Siena que va sorgir al segle xvii. Durant l'Edat Mitjana occidental la majoria d'activitats equestres queden recolses als tornejos medievals vinculats a la cavalleria.

### Edat Moderna

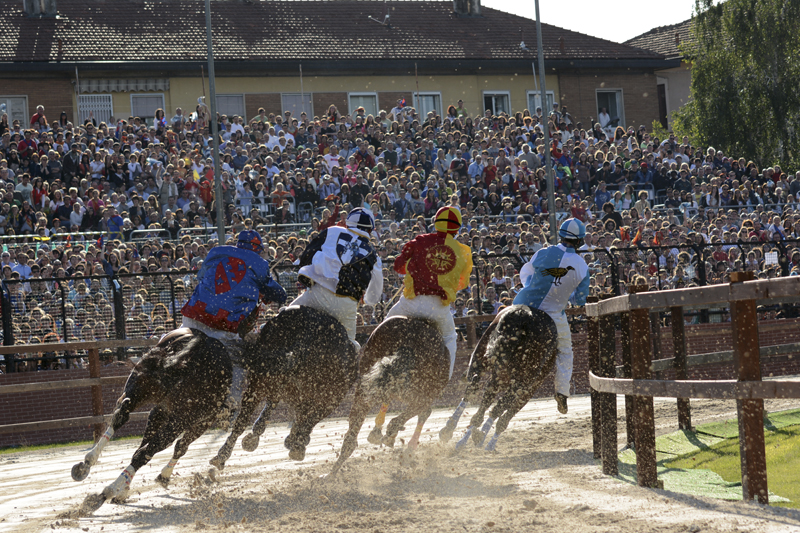
Curses de cavalls al Palio di Legnano 2013

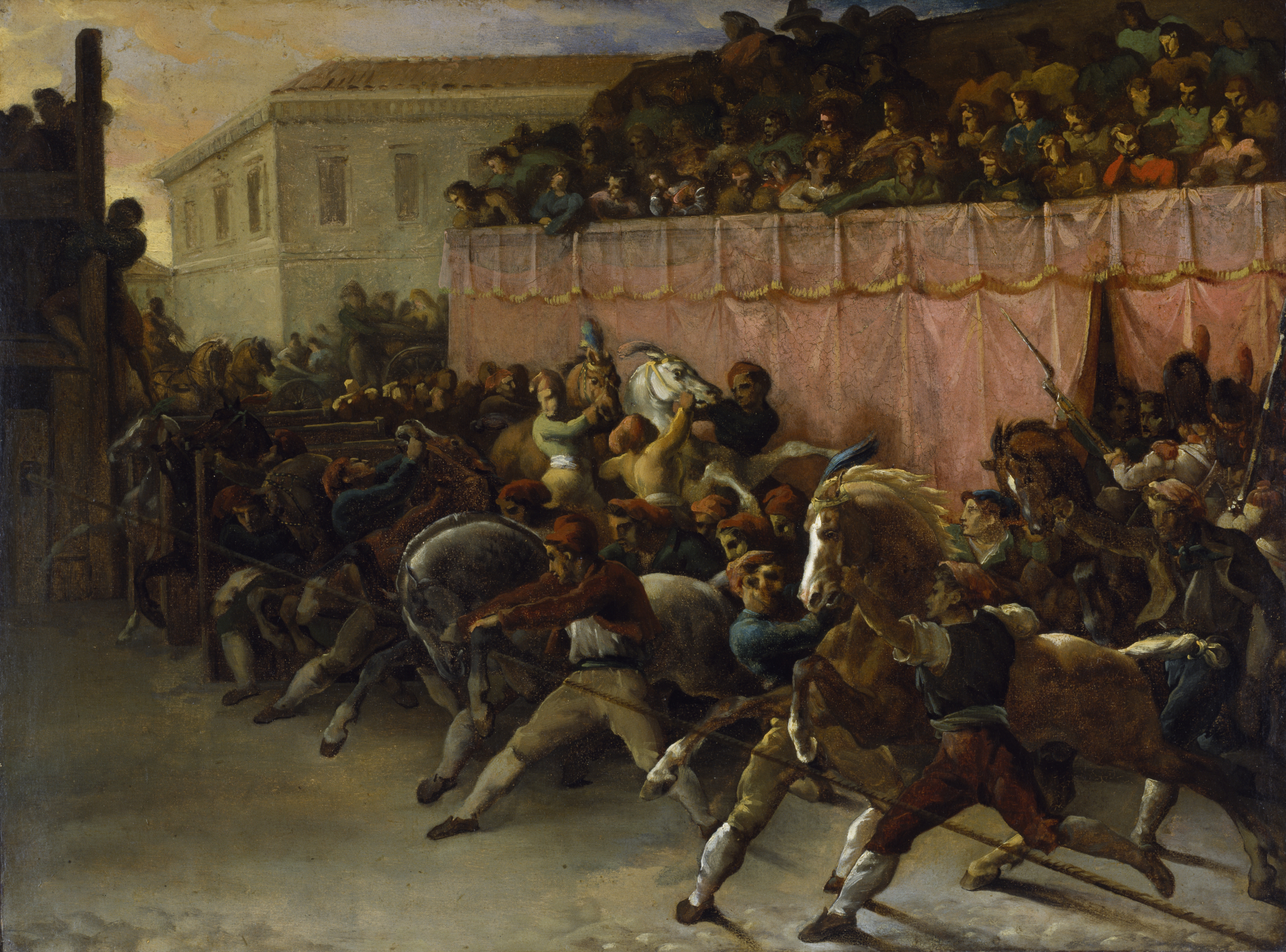
Curses de cavalls sense genet a Roma de Théodore Géricault, 1817

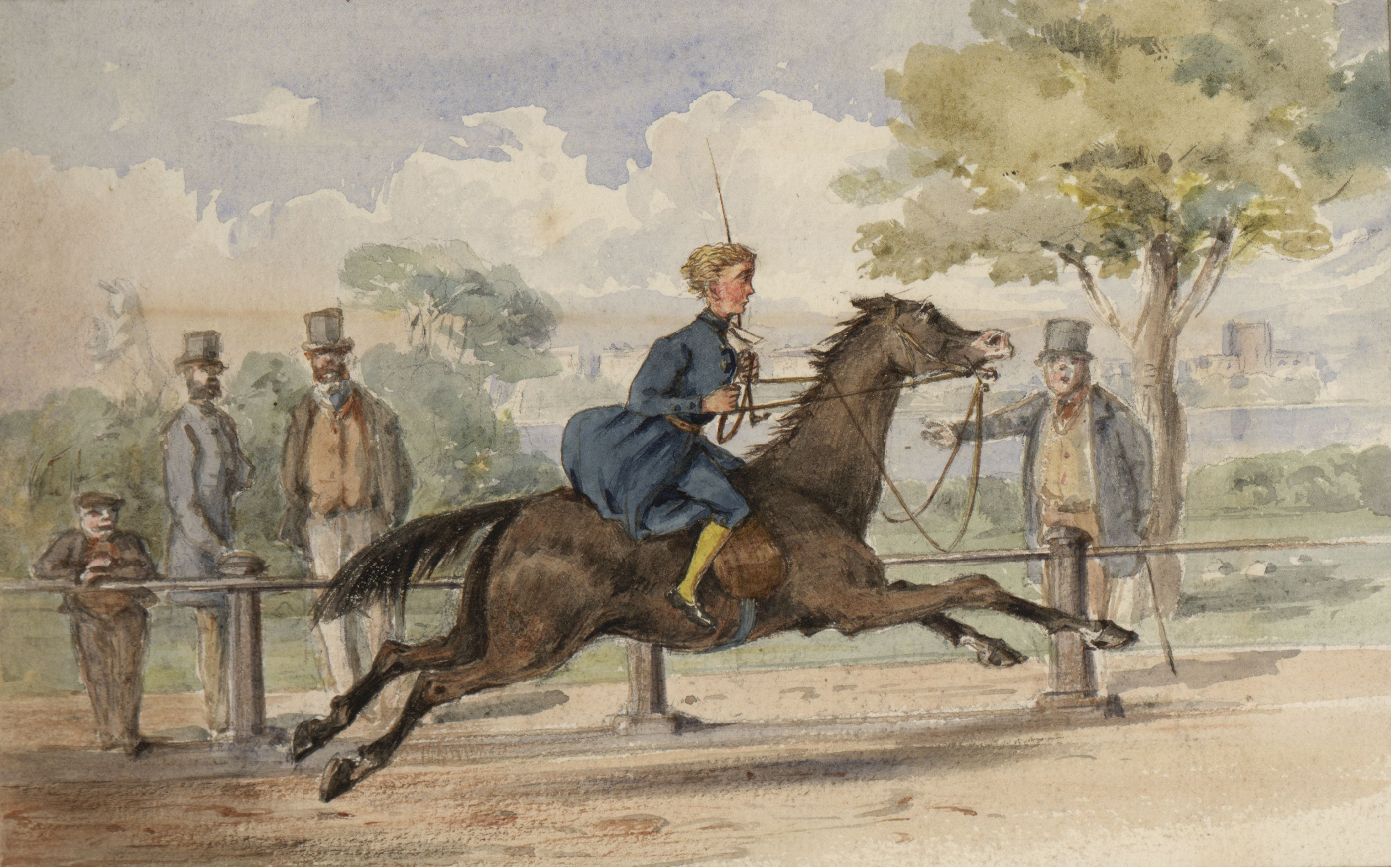
Curses de cavalls de la noblesa britànica a l'Apsley House, Londres ca. 1850

Durant l'Edat Medieval i Moderna bona part de pràctiques eqüestres vinculades a l'esport i es van portar a terma a l'Orient seguint la tradició de la Furûsiyya que recollia tant les fonts grecollatines com les perses, turcmanes i indies que havien recollit en les campanyes d'expansió de l'islam. El Soldanat Mameluc va impulsar aquesta pràctica desenvolupant tres categories bàsiques: «equitació», incorporant l'atenció veterinària al cavall, la tècnica de l'equitació, el «tir amb arc» i la «càrrega amb llança».
Les curses o competicions amb cavalls es reduïen a les classes nobles i als reis. La primera menció escrita de "curses" amb cavalls és un registre d'Hugh, de la Casa dels Capets, que va regalar alguns exemplars al rei Etelstan d'Anglaterra al segle ix / X. Durant el regnat d'Athelstan es va prohibir l'exportació de cavalls anglesos, però si que van importar sementals espanyols que havien millorat les races autòctones amb les cabanes berebers fruit de la invasió de 711, amb personatges com Guillem el Conqueridor i Roger II de Montgommery per millorar la cabana equina del país.
En els segles posteriros els monarques i la noblesa buscaven millorar els seus èquids amb sementals que afavorissin les capacitats bèl·liques i de resistència que necessitaven pels obejctius militars. La primera aparició d'un trofeu de cursa de cavalls va ser el 1512 per part dels organitzadors d'una fira a Chester.Mentrestant, la cursa de cavalls més antiga de existència, el Kiplingcotes Derby es va disputar per primera vegada el 1519. Les carreres de cavalls es va establir a Chester, l'hipòdrom més antic datat el 1540. A la dècada de 1580 es registra que la reina Isabel I assistia a curses a la plana de Salisbury. La Carlisle Bells, suposadament el trofeu esportiu més antic del món, va competir per primer cop el 1599 en una cursa que encara porta el seu nom.
Durant el segle XVII el rei Jaume I va impulsar les carreres de cavalls a Newmarket. La primera cursa registrada va ser un partit per 100 lliures entre cavalls propietat de Lord Salisbury i el marquès de Buckingham el 1622, amb un hipòdrom que es va fundar el 1636.Les primeres Regles de Carreres conegudes daten de Kiplingcotes el 1619. Altres punts del país van impulsar curses i es va començar a reguar els pesos dels genets de forma rigorosa.
Amb les batalles amb els turcs: Setge de Buda (1686) i Setge de Viena (1683) es van capturar tres sementals del pura sang moderns, Byerley Turk, Darley Arabian i Godolphin Barb que van ser importats a Anglaterra i van fundar les línies genealògiques que es poden rastrejar fins a tots els cavalls de cursa de pura sang moderns.
A Gran Bretanya, les curses de cavalls es van consolidar al segle xviii. La popularitat dels esports eqüestres va permetre la preservació d’habilitats que d’una altra manera haurien desaparegut després que els cavalls de guerra deixessin d’utilitzar-se. El rei Carles II d'Anglaterra i Escòcia (regna del 1649 al 1685) va afavorir els esports i va donar protagonisme a la Cursa de cavalls de Newmarket. El 1750 va instituir el Jockey Club per controlar les curses de Newmarket, establir les regles del joc, evitar la deshonestedat i crear un terreny adequat. El Derby d’Epsom va començar el 1780. Les cinc curses clàssiques britàniques s'instauraren amb les apostes de St Leger el 1776. El sistema es va completar el 1814 amb cinc curses anuals. Newmarket i el Jockey Club van establir els estàndards, però la majoria de les carreres es van fer per obtenir petits premis en metàl·lic i un enorme prestigi local als camps de propietaris i a les seves ciutats que creixen pròsperament. El sistema d'apostes era essencial per al finançament i el creixement de la indústria, i participaven totes les classes, des dels pobres fins a la reialesa. L'alta societat tenia el control i van fer un esforç especial per mantenir fora del joc les apostes i les activitats criminals. Amb diners reals en joc, el sistema necessitava jockeys qualificats, entrenadors, mossos i experts en cria, obrint així noves carreres de prestigi per als homes rurals de la classe treballadora. Tots els joves ambiciosos que treballaven en estables podien somiar en grans campions.

## Tipus de curses de cavalls
Hi ha diferents tipus de curses de cavalls entre les quals trobem:
- Curses de cavalls, (en terreny pla) on els cavalls cavalquen directament entre dos punts al voltant d’una pista recta o ovalada.
- Carreres de salts, també conegudes com Steeplechasing o, al Regne Unit i Irlanda, les curses de National Hunt, on els cavalls corren per sobre dels obstacles.
- Curses de trotadors, on els cavalls troten o marxen mentre tiren d'un conductor amb un sulky.[56]
- Curses de trotadors amb sella, on els cavalls han de trotar des d’un punt de partida fins a un punt d’arribada sota la sella
- Curses de resistència, on els cavalls viatgen a través del país a distàncies extremes, generalment de 25 a 100 milles (40 a 161 km) . Qualsevol cosa inferior a 25 milles es qualifica com a trajecte de distància limitada o LD.

S'han desenvolupat diferents races de cavalls que destaquen en cadascuna de les disciplines específiques. Entre les races que s'utilitzen per a les carreres planes trobem els pura sang, l'american quarter, l’ àrab, la americà pintat i l’ appaloosa. Les races de carreres de salt compten amb els pura sang i l’ AQPS. A les carreres de trotadors, les races trotador americà s'utilitzen a Austràlia, Nova Zelanda i Amèrica del Nord, mentre que a Europa s'utilitza el trotador francès i el trotador rus amb races Standardbred. Els cavalls lleugers de sang freda, com cavall finès i el trotador escandinau de sang freda, també s'utilitzen en curses de trotadors dins les respectives àrees geogràfiques
També hi ha curses per a ponis: tant en terreny pla com de salt i curses de trotadors.

### Curses de cavalls
Les curses planes són la forma més habitual de curses de cavalls a tot el món. Les pistes de carreres planes solen tenir forma ovalada i generalment són planes, tot i que a Gran Bretanya i Irlanda hi ha una variació molt més gran, com una xifra de vuit pistes a Windsor i pistes amb desnivells sovint pronunciats i canvis d'inclinació, com l’ hipòdrom d'Epsom. Les superfícies de les vies varien, amb la gespa més freqüent a Europa i la terra utilitzada més freqüentment a Amèrica del Nord i Àsia. En algunes pistes es poden veure superfícies sintètiques de nou disseny, com ara Politrack o Tapeta.
Les curses planes individuals es realitzen a distàncies que oscil·len entre els 400 m fins a 4 km. Les distàncies entre 1.0 i 2.4 km són les més habituals. Les curses curtes es denominen generalment "sprints", mentre que les curses més llargues es coneixen com a "rutes" als Estats Units o "carreres de permanència" a Europa. Tot i que normalment cal una ràpida acceleració per guanyar qualsevol dels dos tipus de curses, en general els esports es consideren una prova de velocitat, mentre que les curses de llarga distància es consideren una prova de resistència. Les curses planes més prestigioses del món, com el Prix de l'Arc de Triomphe, la Copa Melbourne, la Copa Japó, el Derby d'Epsom, el Derby Kentucky i la Copa Mundial de Dubai, on es porten a terme distàncies a la meitat d'aquest rang i es consideren com proves tant de velocitat com de resistència en certa manera.
En les curses més prestigioses, els cavalls se solen assignar el mateix pes per equilibrar les possibilitats entre cavall i genet per ser justos, amb contraprestacions per als cavalls més joves i les femelles que corren contra els mascles. Aquestes carreres s'anomenen carreres de condicions i ofereixen quantitats de diners més grans. Hi ha una altra categoria de curses anomenades curses de discapacitats on cada cavall porta diferents pesos, assignats per les seves habilitats. A més del pes que suporten, el rendiment dels cavalls també pot influir en la posició relativa a la barrera interior, el gènere, el jockey i l'entrenament.

### Carreres de salts

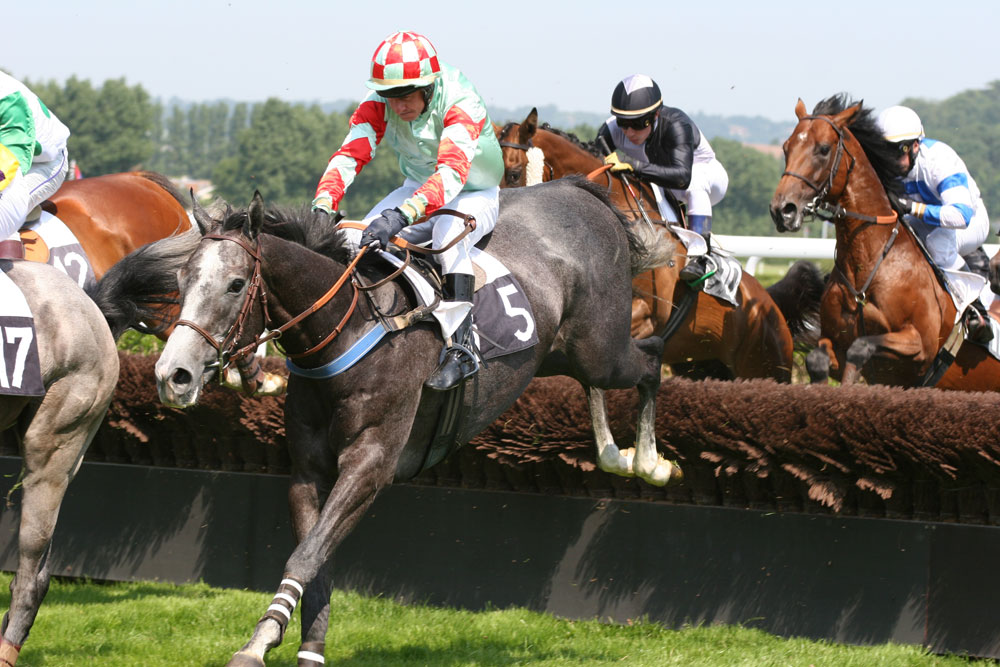
La cursa d'obstacles de Deauville

Les curses de salts a Gran Bretanya i Irlanda es coneixen com a curses del National Hunt (tot i que, de manera confusa, les curses de National Hunt també inclouen curses planes que tenen lloc en reunions de salts. Aquestes coneixen com carreres del National Hunt. Les carreres de salts es poden subdividir en barres i d'obstacles, segons el tipus i la mida dels obstacles que es saltin.
Normalment, els cavalls progressen cap a obstacles més grans i distàncies més llargues a mesura que envelleixen, de manera que un cavall de salts europeu tendeix a començar en carreres del National Hunt com a juvenil, passa a les barreres al cap d’un any més o menys i, si es creu capaç passaria a les curses d'obstacles.

### Curses de trotadors

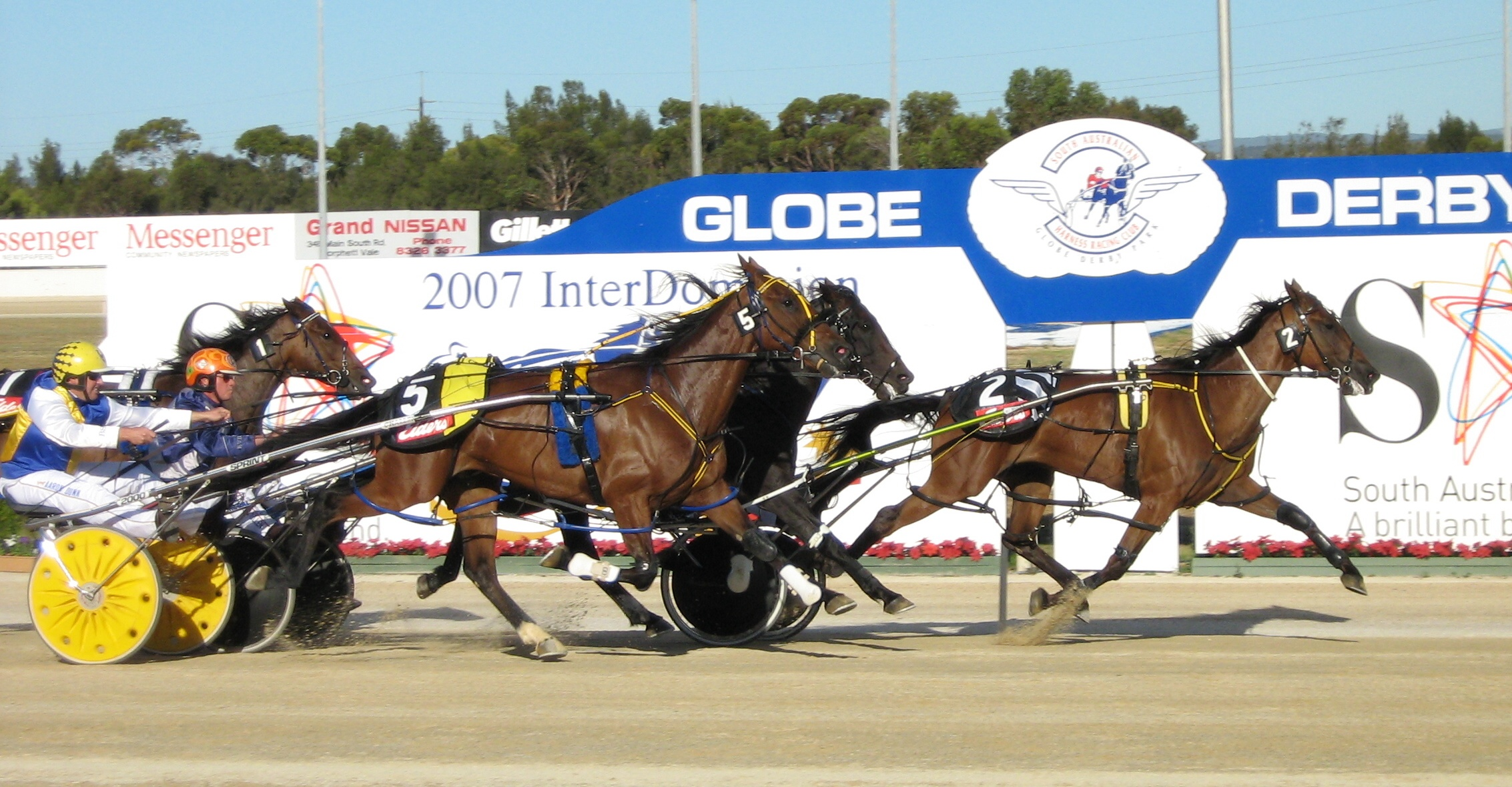
Cursa de trotadors a Adelaida (Austràlia)

Un tipus de cursa on els cavalls donen la volta a una pista mentre arrosseguen un boç i un conductor darrere seu. En aquest esport, s'utilitzen les races estàndard. Aquests cavalls es divideixen en dues categories, els trotadors i els pacers. Els pacers mouen les cames a cada costat del cos en tàndem, mentre que els trotadors mouen les cames diagonals juntes. Aquests últims solen ser més ràpids que els primers a causa de les marxes utilitzades. De tant en tant, un cavall trenca la seva marxa en un galop. Això podria provocar la pèrdua d'una carrera o fins i tot una desqualificació. Entre les carreres destacades s'inclouen les sèries de Crown Breeder.

### Carreres de trotadors amb sella
Les curses de trotadors muntats són més freqüents en llocs com Europa i Nova Zelanda. Aquests cavalls són trotadors que competeixen a les pistes amb la sella al darrere i amb un jockey a l'esquena.

### Curses de resistència

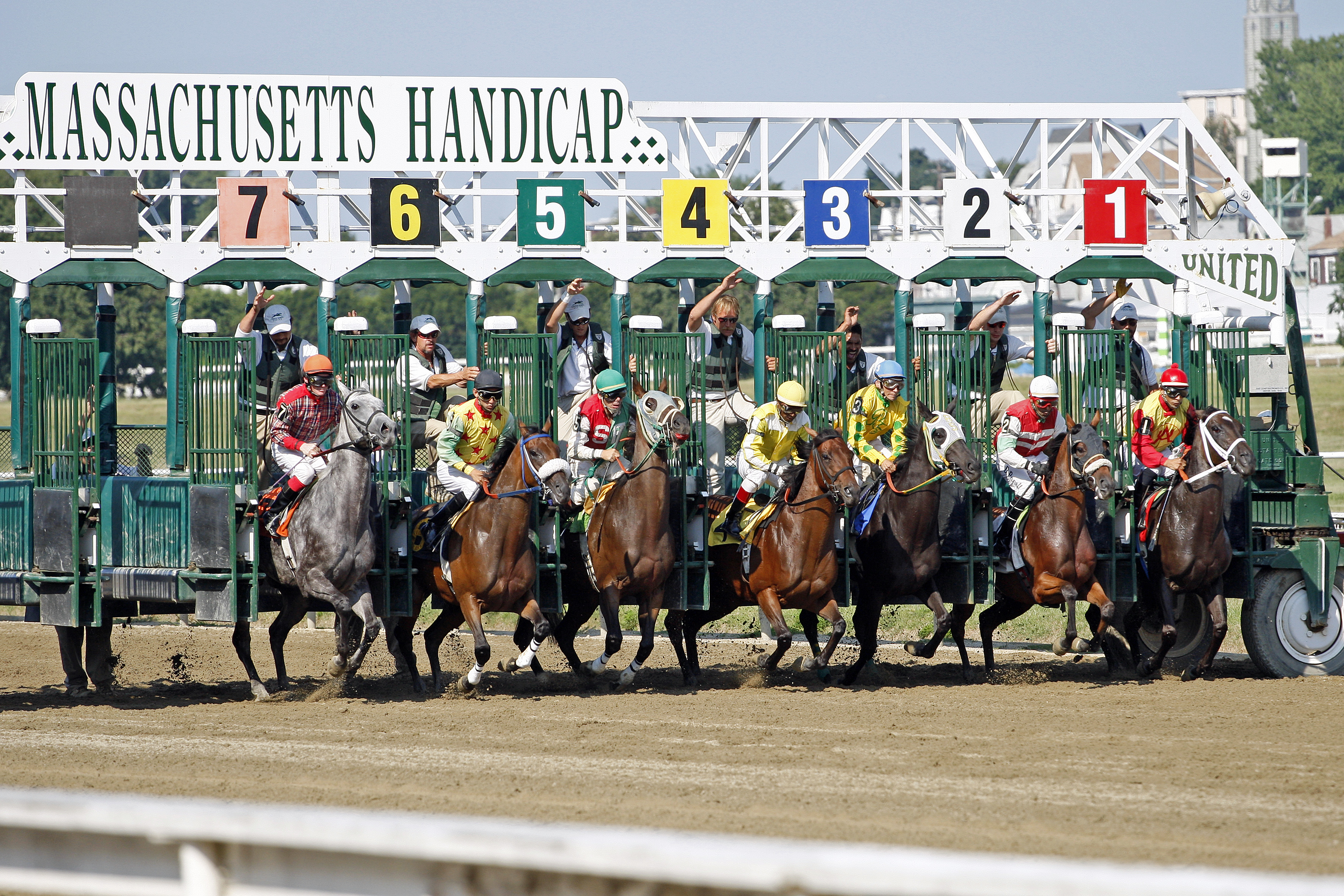
Porta de sortida a Suffolk Downs, East Boston, Massachusetts

La durada d’una carrera de resistència varia molt. Algunes són molt curtes, només tenen deu quilòmetres, mentre que altres curses poden arribar a cent quilòmetres. Hi ha algunes curses que fins i tot superen els cent quilòmetres i duren diversos dies. Aquestes diferents longituds de curses es divideixen en cinc categories: recorreguts de plaer (16-32 km), recorreguts no competitius (33-43 km), recorreguts competitius (32-72 km), recorreguts progressius (40-96 km)) i recorreguts de resistència (64-160 km en un dia, fins a 400 km en diversos dies). Com que cada cursa és molt llarga, generalment s'utilitzen senders de terreny natural.
Les curses de resistència organitzades en occident van començar a Califòrnia cap al 1955. La primera cursa va ser la coneguda com a Tevis Cup Aquesta cursa va ser de cent quilòmetres i un dia de durada, començant a Squaw Valley, al comptat de Placer, i acabant a Auburn. Fundada el 1972, l'American Endurance Ride Conference va ser la primera associació nacional de conducció de resistència dels Estats Units. La cursa de resistència més llarga del món és el Derby Mongol, que és 1.000 km de llarg.

## Races
En la majoria de les curses de cavalls, l'entrada està restringida a certes races. És a dir, el cavall ha de tenir un sire (pare) i una dam (mare) que siguin individus homologats amb llibres de registre de races de competició actualitzat. Per exemple, en una cursa de trotadors normal, el pare i la mare del cavall han de ser de pura raça estàndard. L'excepció a això és a les curses d'American Quarter, on es pot considerar que un cavall de quart és apte per competir contra cavalls (estàndard). Un cavall Quarter és un cavall que té un pare de Quarter i un altre de qualsevol altra raça elegible, com ara pura sang, la creu de l'apèndix més comuna), dos pares registrats a l'apèndix Quarter Horses. L'American Quarter Horse Association també emet un "Registre de Mèrit de Carreres", que permet que un cavall pugui córrer per pistes de Quarter Horse, però que no es consideri un Quarter Horse amb finalitats reproductives (tret que es compleixin altres requisits).
Un semental que hagi guanyat moltes carreres pot ser posat com a candidat reproductor quan es retiri. La inseminació artificial i la tecnologia de transferència d’embrions (permesa només en algunes races) han comportat canvis en les tradicions i la facilitat de reproducció.
Els llibres de registre de sementals es gestionen en diversos llibres i llocs web, com Weatherbys Stallion Book, Australian Blood Horse i Thoroughbred Heritage.

### Pura Sang
Hi ha tres padrins fundadors als quals tots els pura sang poden remuntar-se a la línia masculina: l'àrab Darley, l'àrab Godolphin i el Byerley Turk, que reben el nom dels seus respectius propietaris Thomas Darley, Lord Godolphin i el capità Robert Byerly. Van ser portats a Anglaterra, on es van aparellar amb eugues angleses i van importar línies de sang. Els poltres resultants van ser la primera generació de pura sang, i tots els pura sang moderns es remunten a la seva línia de descendència. Les races pura sant varien en alçada, que es mesura en mans (una mà fa quatre centímetres). Alguns cavalls tenen fins a 15 mans, mentre que d'altres tenen més de 17. Els pura sang poden recórrer distàncies mitjanes a ritmes ràpids, cosa que requereix un equilibri entre velocitat i resistència. Els pura sang poden ser de pelatge bai, negre, marró / fosc, roig, liart, ruà, blanc o palomino. La inseminació artificial, la clonació i la transferència d’embrions no estan permesos a la raça pura sang.

### Trotador americà
La trotador americà és una raça de cavall que s'utilitza per a diversos propòsits, però es gestiona en gran manera per a les carreres de trotadors. Són descendents de pura sang, morgans i d'altres races extingides. Les races estàndard solen ser dòcils i fàcils de portar. No s'espanten fàcilment i són molt versàtils en les seves aptituds. Poden ser saltadors, doma clàssica i pels passejos d'oci.

### Cavall àrab
El cavall àrab va ser desenvolupat pels beduïns de l'Antic Pròxim Orient específicament per a la resistència a llargues distàncies, de manera que podien superar els seus enemics. En aquells moments però encara no rebia el nom d'àrab. Aquests protoàrabs compartien moltes característiques amb l'àrab modern com la velocitat, resistència i refinament. Per exemple, un esquelet de cavall desenterrat a la península del Sinaí, datat al 1700 aC i probablement portat pels invasors dels Hicsos, es considera la primera prova física del cavall a l'Antic Egipte. Aquest cavall tenia un cap en forma de falca, grans cavitats oculars i un petit musell, totes característiques del cavall àrab.
No va ser fins al 1725 que l'àrab es va introduir als Estats Units. Els àrabs van aparèixer als Estats Units en època colonial, tot i que no van ser criats com a pura raça fins aproximadament a l'època de la Guerra Civil Americana. Fins a la formació del Registre de Cavalls d'Arabia d'Amèrica el 1908, els àrabs es van registrar amb el Jockey Club en una subsecció separada de pura sang.
Els àrabs han de ser capaços de suportar viatjar llargues distàncies a un ritme moderat. Tenen una gran quantitat de fibres musculars de tipus I, que permeten que els seus músculs funcionin durant períodes prolongats de temps. A més, els músculs de l'àrab no són tan massius com els del Quarter Horse, que li permeten recórrer distàncies més llargues a velocitats més ràpides. Actualment, l’àrab s'utilitza principalment a les carreres de resistència, però també pot participar en carreres tradicionals de molts països.
Les carreres de cavalls àrabs estan organitzades per la Federació Internacional de Carreres de Cavalls Àrabs.

### American Quarter
Els avantpassats de l'American Quarter eren prevalents a Amèrica a principis del segle xvii. Aquests cavalls eren una barreja de cavalls colonials espanyols creuats amb cavalls anglesos que es van portar a la dècada de 1700. El cavall autòcton i el cavall anglès es van criar junts, resultant en un cavall compacte i musculós. En aquest moment, s'utilitzaven principalment per a tasques com ara llaurar i treballar el bestiar. L’American Quarter Horse no va ser reconegut com a raça oficial fins a la formació de l’ American Quarter Horse Association el 1940.
Per tenir èxit en les carreres, els Quarter Horses han de poder impulsar-se cap endavant a una velocitat extremadament ràpida. El Quarter Horse té músculs de les extremitats posteriors molt més grans que els àrabs, que el fan menys adequat per a les carreres de resistència. També té més fibres musculars de tipus II-b, que permeten al Quarter Horse accelerar ràpidament.
Quan van començar les curses de cavalls Quarter, era molt costós recórrer una milla completa de pista, de manera que es va acordar que es posaria una pista recta de quatre-cents metres, o un quart de milla. Es va convertir en la distància de carreres estàndard de Quarter Horses i va inspirar el seu nom. A excepció de les competicions més llargues, de 800 m de distància, les curses de Quarter Horse es desenvolupen de peu, amb els cavalls a la màxima velocitat mentre dura el trajecte. Hi ha menys comoditat per a la posició, ja que els girs són rars, i moltes carreres acaben amb diversos concursants agrupats en línia. La superfície de la pista és similar a la de les curses de pura sang i sol estar formada per terra.
A més de les tres races principals de curses anteriors i els seus creuaments, les curses de cavalls es poden realitzar utilitzant diverses altres races: Appaloosa, American Paint Horse, mules, Sella Françès, American Quarter Horse-Pura Sang el Jeju coreà.

### Races de cavalls i estructura muscular
Els músculs són agrupacions de fibres contràctils que s'uneixen als ossos mitjançant els tendons. Aquests grups tenen diferents tipus de fibres al seu interior i els cavalls s'han adaptat al llarg dels anys per produir diferents quantitats d’aquestes fibres.
Tipus 1
Les fibres musculars tipus I s'adapten en la respiració cel·lular de l'exercici aeròbic i en la presència d’oxigen. Són fibres de contracció lenta. Permeten que els músculs treballin durant períodes més llargs, resultant en una major resistència.
Tipus 2
Els músculs tipus II s'adapten a l’ exercici anaeròbic perquè poden funcionar en absència d’oxigen.
Les fibres de tipus II-a són intermèdies, representant un equilibri entre les fibres de contracció ràpida i les fibres de contracció lenta. Permeten que els músculs generin velocitat i resistència. Els pura sang posseeixen més fibres musculars de tipus II que les dels cavalls Quarter o els Àrabs. Aquest tipus de fibra els permet impulsar-se cap endavant a alta velocitat i mantenir-la durant una distància estesa.
Les fibres tipus II-b són fibres de contracció ràpida. Aquestes fibres permeten que els músculs es contraguin ràpidament, donant lloc a una gran potència i velocitat.

## Entrenament

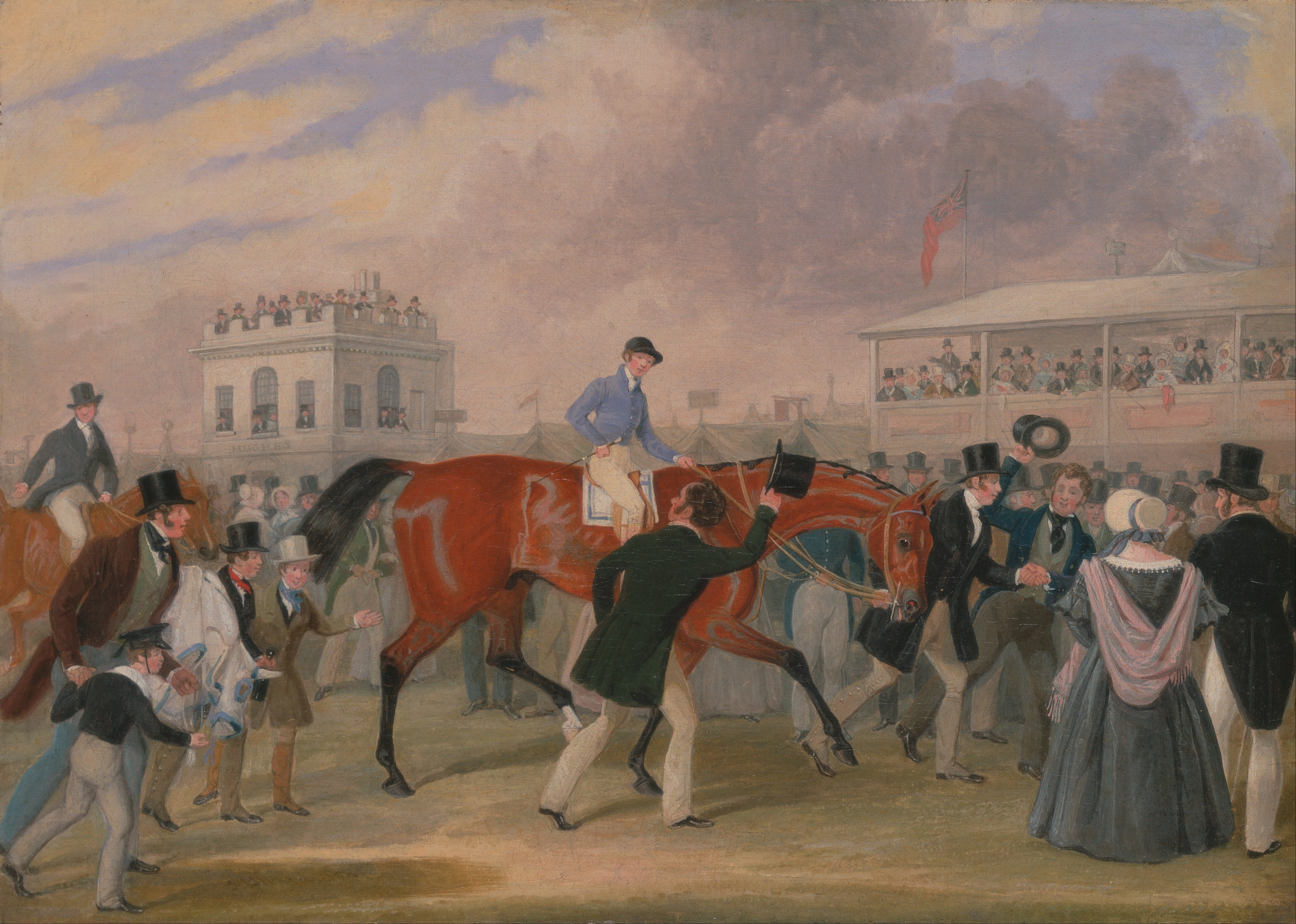
The Derby d'Epsom Pets: el guanyador ; pintura de James Pollard, c. 1840

El programa d'entrenament dels cavalls varia en funció de la longitud de la cursa. La genètica, l'entrenament, l'edat i la solidesa esquelètica, sistemes caridiovasculars i respiratoris, musculatura, tendons i lligaments, i termoregulació, són factors que contribueixen al rendiment d'un cavall. L'estructura muscular i el tipus de fibra dels cavalls depèn de la raça; per tant, cal tenir en compte la genètica a l’hora de construir un pla d'entrenament. El pla de treball físic d’un cavall s'ha de coordinar adequadament per tal de prevenir lesions o coixesa. Si es produeixen, poden afectar negativament la voluntat d’aprendre d’un cavall. Els exercicis de velocitat són adequats per entrenar cavalls de carrera de dos anys, però el nombre està limitat per factors psicològics i físics. El sistema esquelètic d’un cavall s'adapta a l'exercici que rep. Com que l'esquelet no arriba a la plena maduresa fins que el cavall té almenys quatre anys d’edat, els cavalls de cursa joves solen patir lesions.

## Curses de cavalls per continents

### Amèrica del nord
Estats Units

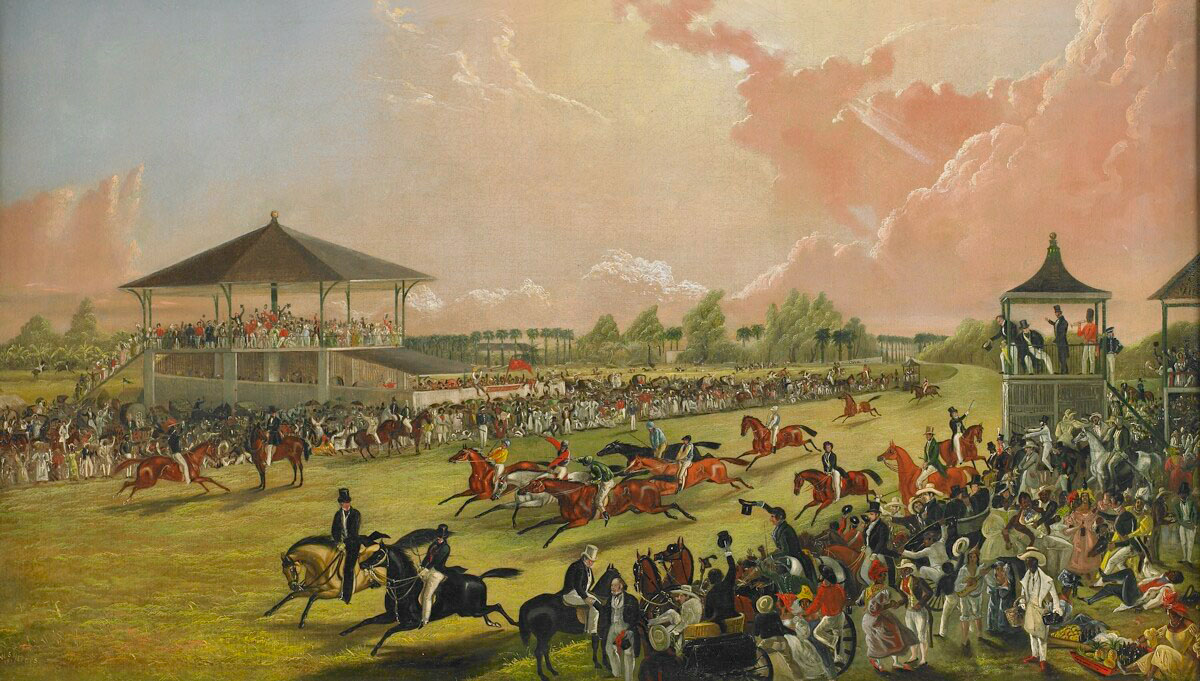
Curses de cavalls a Jacksonville, Alabama, 1841

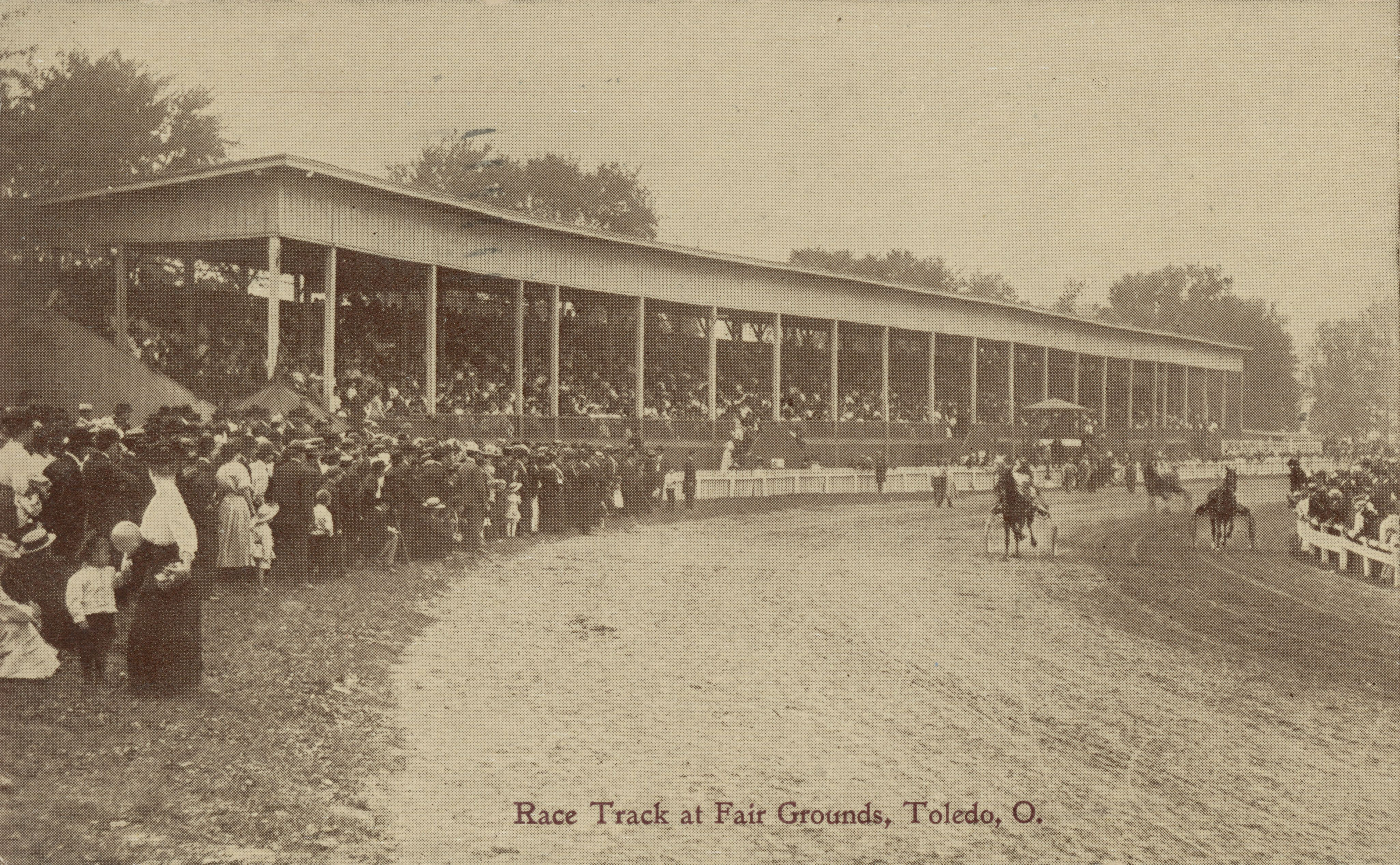
Curses de cavalls a Toledo, Ohio, 1910

Les curses de cavalls als Estats Units i al continent nord-americà es remunten al 1665, quan es va establir el curs Newmarket a Salisbury, Nova York, una secció del que ara es coneix com les planes Hempstead de Long Island, Nova York. Aquesta primera cursa a Amèrica del Nord va ser supervisada pel governador colonial de Nova York, Richard Nicolls.
El primer registre de curses de quart de milla es remunta a 1674 al comtat Henrico County de Virgínia. Cada cursa consistia només en dos cavalls i corrien pels carrers i carrils del poble. El Quarter Horse va rebre el seu nom per la durada de la cursa: quart de milla, o 400 meters.
L'American Stud Book va iniciar el 1868, fet que va promoure el començament de les curses de cavalls organitzades als Estats Units. Hi havia 314 pistes operant als Estats Units el 1890; i el 1894 es va formar l'American Jockey Club.
L'hipòdrom Pleasanton Fairgrounds al Recinte firal del comtat d'Alameda és la pista de carreres de cavalls més antiga que queda a Amèrica Data del 1858, quan va ser fundada pels fills de l'espanyol Agustín Bernal.
Una de les darreres grans pistes de cavalls obertes als Estats Units va ser l’ Hipòdrom de Meadowlands, obert el 1977 per a les curses de pura sang. És la seu de la Meadowlands Cup. Altres pistes obertes més recentment són Remington Park, Oklahoma City, oberta el 1988, i Lone Star Park al Dallas-Fort Worth Metroplex, obert el 1997. Aquesta última pista va acollir la prestigiosa sèrie de curses Breeders 'Cup del 2004. Les curses de cavalls de pura sang als Estats Units tenen el seu propi Saló de la Fama a Saratoga Springs, Nova York. El Saló de la Fama honora cavalls, jockeys, propietaris i entrenadors més notables.
El punt culminant tradicional de les curses de cavalls als Estats Units és el Kentucky Derby, celebrat el primer dissabte de maig a Churchill Downs a Louisville, Kentucky. Juntament amb el Derby; els Preakness Stakes, se celebren dues setmanes després al Pimlico Race Course de Baltimore, Maryland. Els Belmont Stakes, amb la pista principal de quilòmetre i mig sent la pista més gran del món, se celebra tres setmanes després del Preakness a Belmont Park a les planes de Hempstead, Long Island. Tots tres formen la Triple Corona de Pura Sang americana.
Als Estats Units, les curses planes de pura sang es realitzen sobre superfícies de terra, sintètiques o de gespa. Altres pistes ofereixen curses de American Quarter i carreres de Trotadors americans, en combinacions d’aquests tres tipus de superfícies de carreres. Les curses d'altres races, com ara les curses de cavalls àrabs, no son freqüents. Les races de pura sang nord-americanes es realitzen a una gran varietat de distàncies, més freqüentment de 1 a 2,4 km. Tenint en compte aquests paràmetres, els criadors de cavalls de raça pura sang intenten criar cavalls que sobresurten a una distància determinada.
Les apostes nord-americanes sobre curses de cavalls estan regulades per l'estat on es troba la cursa. Les apostes de Simulcast existeixen a través de les línies estatals amb una supervisió mínima, excepte les empreses implicades en el joc parimutuel legalitzat. Una retirada o "presa" s'elimina de cada grup d'apostes i es distribueix d'acord amb la legislació estatal, entre l'estat, la pista i els genets. Hi ha diversos factors que afecten l'eliminació, és a dir, la ubicació i el tipus d’aposta que es fa. Una forma de joc parimutuel és Instant Racing, en què els jugadors aposten per la reproducció de vídeo de les carreres.
Canadà
Canadà és Northern Dancer, que després de guanyar el Kentucky Derby, Preakness i Queen's Plate el 1964 es va convertir en el semental de pura sang més reeixit del segle xx. El seu Derby de dos minuts va ser el més ràpid registrat fins a protagonitzat per Secretariat el 1973. L'únic desafiant al seu títol de cavall canadenc més gran seria el seu fill Nijinsky II, que és l'últim cavall a guanyar la Triple Corona anglesa. Woodbine Racetrack (1956) a Toronto és la llar de la Queen's Plate (1860), la primera cursa de pura sang del Canadà, i la North America Cup (1984), la primera prova de piques estàndard de Canadà. És l'única pista de carreres d'Amèrica del Nord que organitza reunions de pura sang i estàndard (trotadors) el mateix dia. La Canadian International i la Woodbine Mile (1981) són les curses de pista I més importants del Canadà per valor de 1.000.000 C $ cadascuna, i han estat guanyades per molts cavalls de renom com Secretariat i Wise Dan, respectivament. Altres curses claus són Woodbine Oaks (1956), Prince of Wales Stakes (1929), Breeders 'Stakes (1889) i el Canadian Derby (1930).

### Europa
Bèlgica

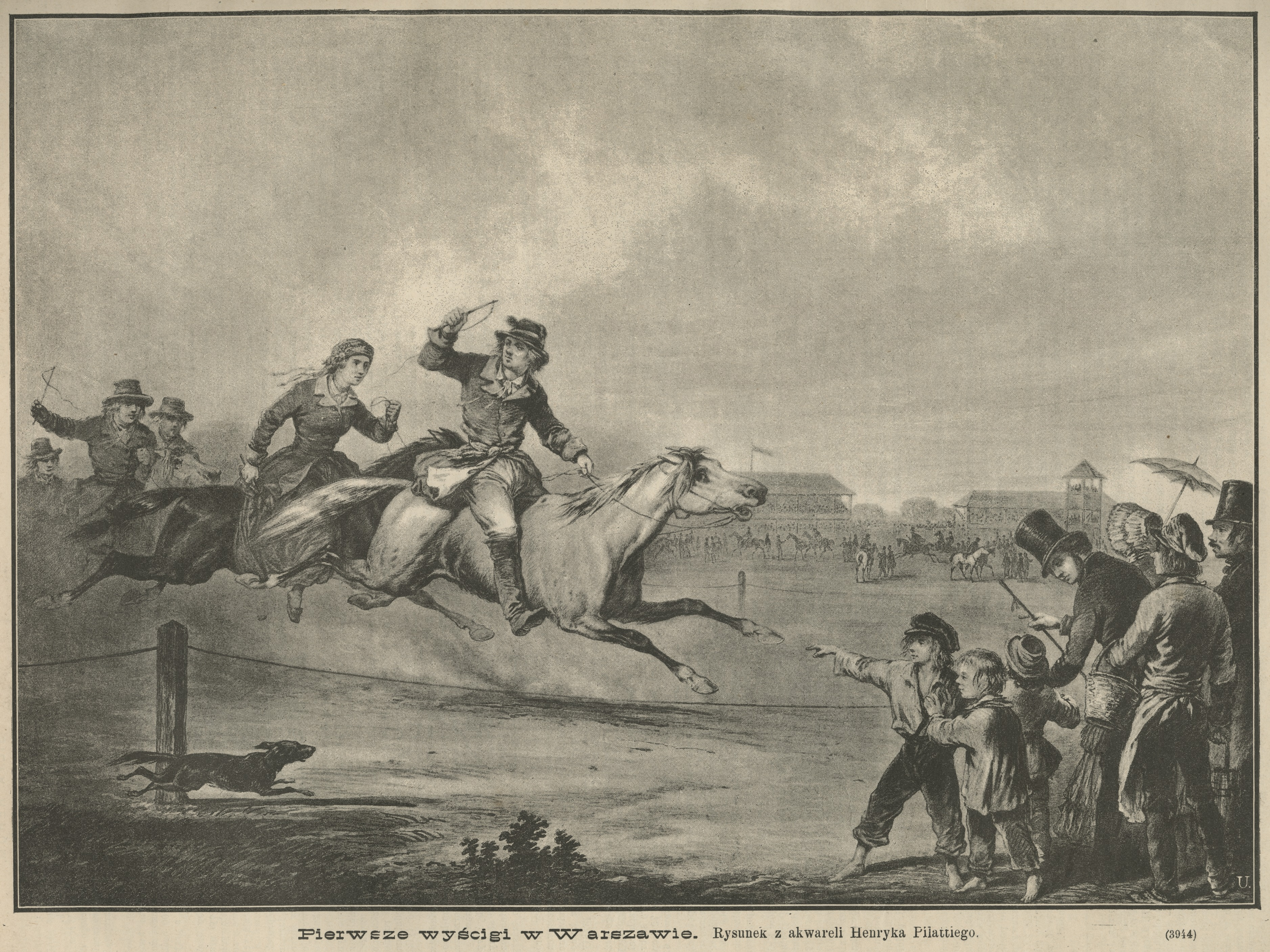
Curses de cavalls a Varsòvia a l’hipòdrom Pole Mokotowskie el 1891

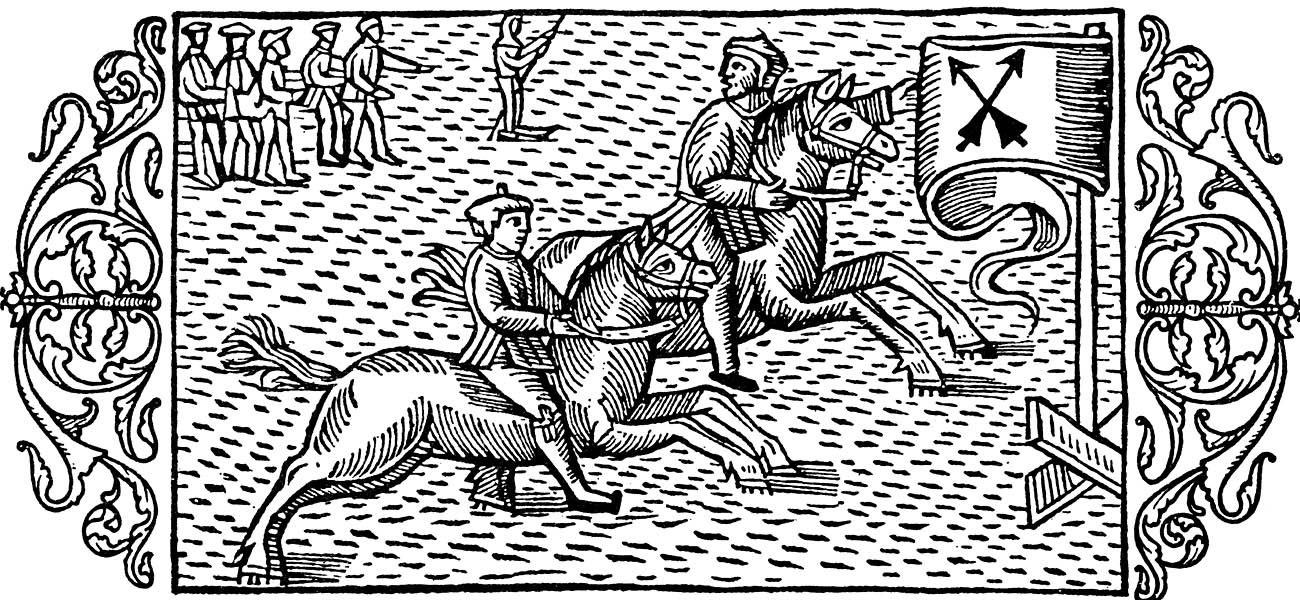
Curses de cavalls a Suècia, c. 1555

Les curses de cavalls a Bèlgica tenen lloc a tres llocs: l'Hippodrome Wellington a Oostende (obert el 1883 en honor a Arthur Wellesley, primer duc de Wellington), l'Hippodroom Waregem a Waregem a Flandes i l’ Hipòdrom de Valònia a Mons, Valònia.
República Txeca
Hi ha 15 hipòdroms a la República Txeca, sobretot l’hipòdrom de Pardubice, on la cursa més famosa del país, la Velka Pardubicka, es disputa des de 1874. No obstant això, la primera cursa oficial va ser organitzada el 1816 per l'emperador Francesc I d'Àustria prop de Kladruby nad Labem. La temporada de curses de cavalls txeca sol començar a principis d'abril i acaba en algun moment del novembre. Les carreres tenen lloc principalment els caps de setmana i normalment hi ha una reunió el dissabte i una el diumenge. Les curses de cavalls, així com la cria de cavalls de pura sang, estan organitzades pel Jockey Club de la República Txeca, fundat el 1919.
França
França té una important indústria de les curses de cavalls. Allotja el famós Prix de l'Arc de Triomphe celebrat a l'Hipòdrom de Longchamp. es la cursa més rica d'Europa i la segona cursa de gespa més rica del món després de la Copa Japó, amb un premi de 4 milions d'euros. Altres curses importants vigents comprenen el Grand Prix de París, el Prix du Jockey Club (el derbi francès) i el Prix de Diane. A més de Longchamp, els altres hipòdroms plans principals de França estan a Chantilly i Deauville. També hi ha un sector de carreres de salts més petit però important, amb el Hipòdrom d’Auteil com a més conegut. L'òrgan de govern de l'esport és France Galop.
Gran Bretanya

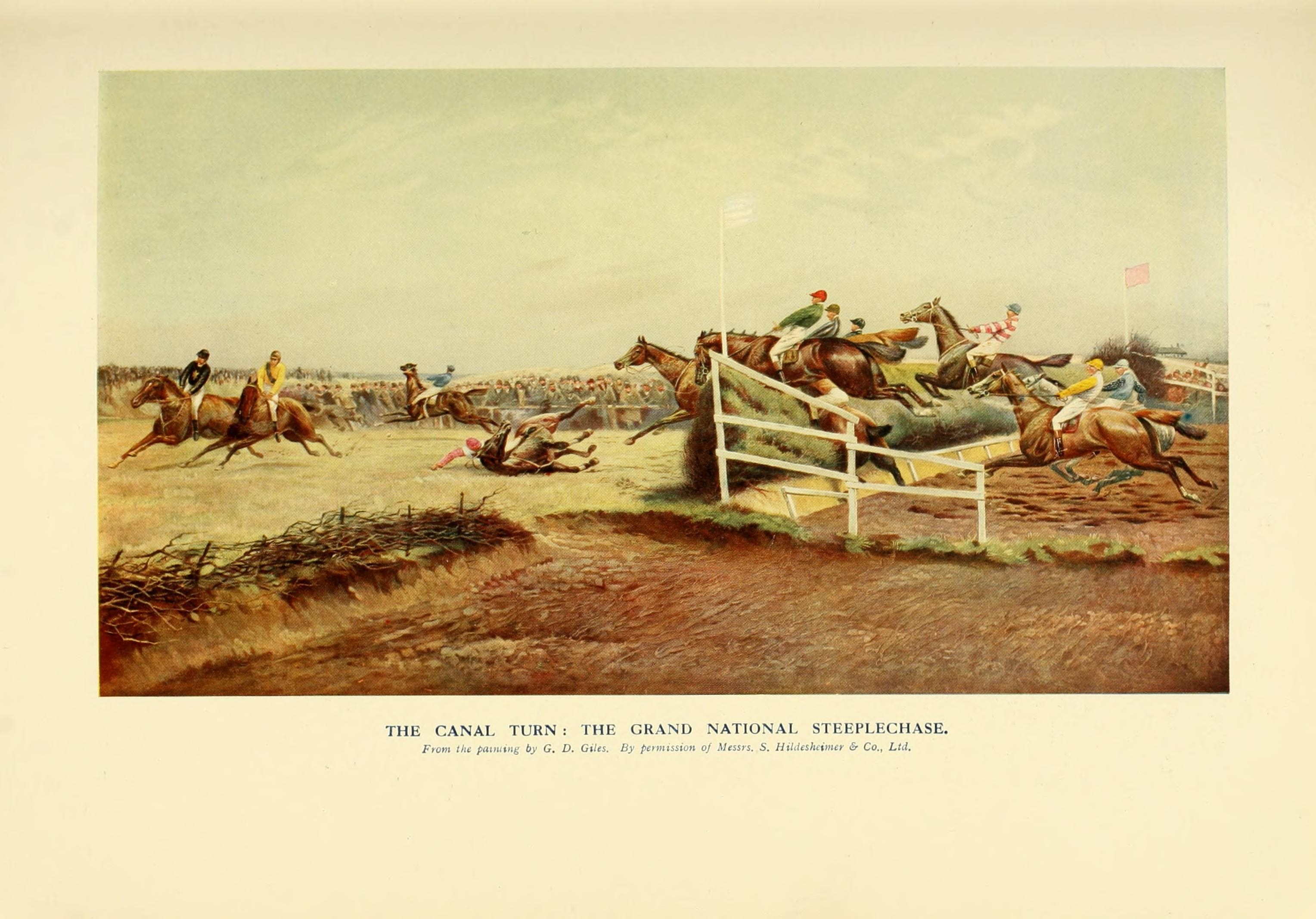
Grand National Steeplechase a The new book of the horse, per Charles Richardson.

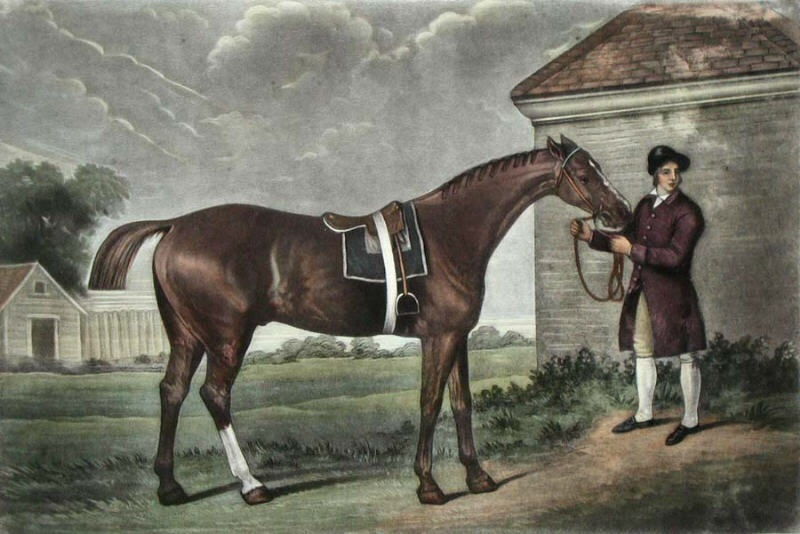
Eclipse, un cavall de cursa britànic invicte i semental excel·lent

Les carreres de cavalls a Gran Bretanya són predominantment de pures sang en curses planes i les carreres National Hunt. Va ser a Gran Bretanya entre els segles XVII i XIX on es van establir moltes de les normes i reglaments d'aquest esport. Amb el nom d’ Edward Smith-Stanley, 12è comte de Derby, el Derby d'Epsom va tenir lloc per primer cop el 1780. La cursa serveix com a punt central de la Triple Corona Britànica, precedida per les 2000 Guinees Stakes i seguida per la St. Leger. El nom de " Derby " s'ha convertit des de llavors en sinònim de grans curses a tot el món i, com a tal, s'ha prestat moltes vegades en carreres a l'estranger.
El Grand National és la cursa més destacada de la cultura britànica, observada per moltes persones que normalment no miren ni aposten per les curses de cavalls en altres èpoques de l'any. Molts dels millors esportistes de l'esport, sobretot Sir Gordon Richards, han estat britànics. L'esport està regulat per la British Horseracing Authority. La seva autoritat no s'estén a Irlanda del Nord, mentre que les carreres a Irlanda es regeixen sobre la base de Tota-Irlanda.
Espanya
Les primeres referències que s'han pogut verificar de carreres de cavalls a Espanya daten de 1835 i les trobem a Alameda de Osuna a Madrid. Va ser una iniciativa que va impulsar el Duque de Osuna d'acord amb les experiències viscudes a Anglaterra i França. Amb aquest objectiu es crea el 1841 la Sociedad de Fomento de la Cría Caballar de España per la regulació dels esdeveniments hípics i el foment de la cria equina de qualitat. Aquesta projecció, facilitada també per l'interès de la reina Isabel II, acabaria quallant amb la regulació a la Casa de Campo en 1843. Aquest any, a Jerez de la Frontera sorgiria una altra iniciativa a partir dels comerciants de vins de la ciutat que viatjaven sovint a Anglaterra i van adoptar aquests costums. L'hipòdrom de "Las Caulinas" amb unes instal·lacions molt millors que s'inaugurarien el 1868.
Entre 1845 i 1846 sorgeixen dos noves propostes en el marc de les platges de Sanlúcar de Barrameda. Les carreres de cavalls de Sanlucar de Barrameda, es la cursa més antiga i encara vigent amb periodicitat anual. A continuació les curses de El Puerto de Santa María. Cadis arribara a tenir 4 pistes de carreres a la seva província amb la darrera inauguració de "Los Puntales" el 1878. Els equins gaditans dominaran les curses de l'Hipòdrom de la Castellana inaugurat a finals de gener de 1878 amb motiu de la celebració del matrimoni del rei Alfons XII i Maria de la Mercè d'Orleans. La gestió de Guillermo Garvey serà predominant en aquest primer tram de la història de les curses del XIX. Tot seguit a Sevilla s'inaugura l'hipòdrom de "La Tablada" (1880).
Les curses espanyoles a finals del segle XIX també es van organitzar a Barcelona (1871) però amb poca continuïtat fins que es va inaugurar l'Hipòdrom de "Casa Antúnez" (Can Tunis) el 1887, si bé hi ha referències de la celebració de competicions al Camp de Mart vora al Parc de la Ciutadella a partir del 1871 vinculat a l'entronització d'Amadeu I de Savoia per iniciativa del Circulo Ecuestre. A Saragossa les curses estarn vinculades amb l'estament militar i arribaran fins al 1891. Al País Basc, concretament a Bilbao, se celebrarà el Gran Premio de Bilbao entre el 21 d'Agost i l'1 de Setembre i el Gran Hadicap de Vizcaya amb una important dotació econòmica. El 1883 es va editar el primer Stud-Book per la Direcció General de Agricultura i una "Guía de Carreras" que permetia conèixer la genealogia dels cavalls participants.
Al segle XX durant la Primera Guerra Mundial es van suspendre les carreres de cavalls a tot Europa, fet que va permetre que amb el paper no bel·ligerant d'Espanya i la bonança econòmica derivada es creessin nous espais hípics com Sant Sebastià (1916) i l'Hipòdrom de Santander amb poca continuïtat. El monarca Alfons XIII era gran aficionat als cavalls fet que el va conduir a construir un Hipòdrom de Legamarejo a Aranjuez (1919) i vinculat a la Reial Yeguada de Aranjuez, però que no va tenir molt èxit pels problemes de comunicació existents entre la capital i aquest espai. Acabada la Guerra Civil Espanyola es construeix l'Hipòdrom de la Zarzuela (1941). Durant la dècada del 1970 la tecnologia arriba a les curses i s'inauguren els calaixos de sortida dels cavalls (1971), la celebració d'apostes (1974) i el laboratori antidopatge (1975). El 1983 comença a celebrar-se la "Quiniela Hípica" i el 1988 les curses nocturnes amb gran afluència de públic. Problemes econòmics provocaran el seu tancament el 1997 per obrir de nou el 2004. Entre període de 1970-1980 es van produir diferents iniciatives a Catalunya per a la construcció d'un hipòdrom especialment adreçat als aficionats de l'àrea de Barcelona però no es van arribar a concretar.
Hongria
Hongria té una llarga tradició en curses de cavalls. Les primeres curses de cavalls a Pest està datada el 6 de juny de 1827. Tot i que les carreres a Hongria no són tan populars ni tan prestigioses com ho són a Europa occidental, el país destaca per la producció d'alguns cavalls internacionals. El més destacat és Kincsem, nascut el 1874 i el cavall de cursa de pura sang més reeixit de la història, que ha guanyat 54 carreres en 54 sortides. El país també va generar una altra figura Overdose, un cavall que va guanyar les seves primeres 12 carreres, incloses les curses de grups a Alemanya i Itàlia, i va acabar quart en el King's Stand Stakes a Royal Ascot.
Irlanda
Irlanda té una rica història de curses de cavalls. La Point-to-Point es va originar allà i, fins i tot, avui en dia les curses de salts són més populars que les carreres planes. Com a resultat, cada any els aficionats a les curses de cavalls irlandesos viatgen en gran quantitat a l'esdeveniment més destacat del calendari nacional de caça, el Festival de Cheltenham, i en els darrers anys els cavalls de propietat o de cria irlandesos han dominat l'esdeveniment. Irlanda té una pròspera indústria reproductora de pura sang, estimulada per un tractament fiscal favorable. La granja de cavalls pura sang més gran del món, Coolmore Stud, hi té el seu lloc principal, a més de les principals operacions als EUA i Austràlia.
Itàlia
Històricament, Itàlia ha estat una de les principals nacions europees de carreres de cavalls, encara que en alguns aspectes darrere de Gran Bretanya, Irlanda i França per grandària i prestigi. El desaparegut criador de cavalls italià Federico Tesio va ser particularment notable. En els darrers anys, però, l'esport al país ha patit una important crisi de finançament, que va culminar amb l'expulsió del 2014 del patró de races europeu.
Polònia

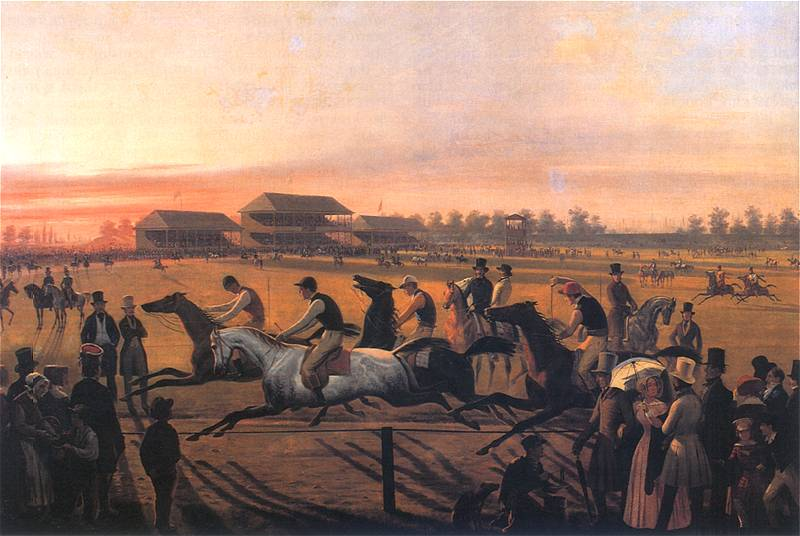
"Primeres curses de cavalls regulars a Pola Mokotowskie a Varsòvia " Gener Suchodolski 1849

Les curses de cavalls a Polònia daten del 1777, quan un cavall propietat del noble polonès Kazimierz Rzewuski va vèncer el cavall de l'encarregat de negocis anglès, Sir Charles Whitworth, a la carretera de Wola al castell d'Ujadow. Les primeres curses regulars de cavalls van ser organitzades el 1841 a Camps de Mokotów a Varsòvia per Towarzystwo Wyścigów Konnych i Wystawy Zwierząt Gospodarskich w Królestwie Polskim (Societat de Curses de Cavalls a la Polònia del Congrés). El principal hipòdrom a Polònia és l’hipòdrom Służewiec de Varsòvia. La indústria va ser molt limitada durant l'era comunista, quan el joc, la principal font de finançament, es va fer il·legal.
Turquia
Els cavalls han tingut un paper important en la vida dels turcs al llarg de la història. Després de la creació de la moderna República de Turquia el 1923 per Mustafa Kemal Atatürk, el nombre de cavalls de cursa àrabs i de pura sang de reproducció i cursa es va accelerar ràpidament, especialment després de principis dels anys trenta. El Jockey Club de Turquia, fundat el 1950, va ser el punt d'inflexió tant de la indústria turca de cria com de carreres.

### Oceania
Austràlia

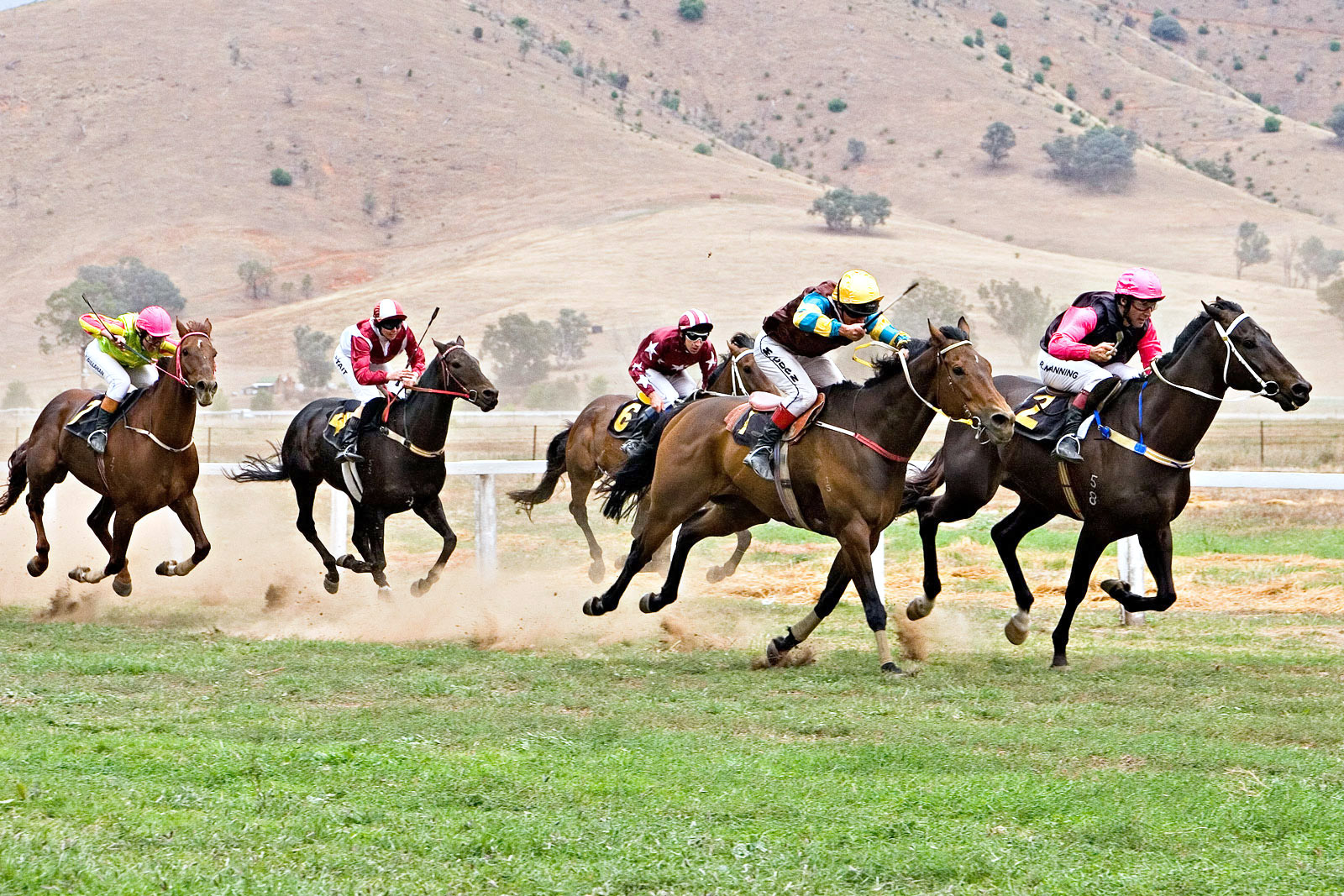
Curses de pícnic a la Vall de Tambo Victòria, Austràlia

Les curses de cavalls a Austràlia van començar durant els primers anys d’assentament i la indústria de carreres ha crescut fins a situar-se entre les tres nacions més importants del món en curses de pura sang. Melbourne Cup, es la cursa mes famosa, en la qual s'atura una nació. En les carreres planes, els registres indiquen que Goulburn va començar a competir el 1834. El primer club de curses nacionals d'Austràlia es va establir a Wallabadah el 1852 i la Wallabadah Cup encara se celebra el dia de Cap d'Any (l'hipòdrom actual es va construir el 1898).
A Austràlia, el cavall de cursa més famós va ser Phar Lap (criat a Nova Zelanda), que va córrer del 1928 al 1932. Phar Lap pesava 62,5 kg quan va guanyar la Copa Melbourne de 1930. La cursa d'obstacles amb Crisp és recordat per la seva lluita amb el campió irlandès Red Rum al Grand National de 1973. El 2003-2005, l'egua Makybe Diva (criada a Gran Bretanya) es va convertir en l'únic cavall de cursa que va guanyar la Copa Melbourne tres vegades.. En les curses de trotadors, Cane Smoke va obtenir 120 victòries, incloses 34 en una sola temporada; Paleface Adios es va convertir en un nom conegut durant la dècada de 1970, mentre que Cardigan Bay, un cavall de pas de Nova Zelanda, va gaudir d’un gran èxit als nivells més alts de les curses de trotadors nord-americanes als anys seixanta. Més recentment, Blacks A Fake ha guanyat quatre campionats Inter Dominion, cosa que el converteix en l'únic cavall que ha completat aquesta gesta a la primera carrera de trotadors d'Australasia.
Les curses de resistència competitiva va començar a Austràlia el 1966, quan es va celebrar per primera vegada la Tom Quilty Gold Cup al districte de Hawkesbury, prop de Sydney, Nova Gal·les del Sud. La Quilty Cup es considera la prova nacional de resistència i ara hi ha més de 100 proves de resistència disputades a tota Austràlia, que van des de distàncies de 80 km a 400 km. El viatge de resistència més llarg del món és el Shahzada prova commemorativa de 400 km que es realitza durant cinc dies recorrent 80 quilòmetres al dia a St Albans al riu Hawkesbury, Nova Gal·les del Sud. En tots els esdeveniments de resistència, hi ha rigorosos controls veterinaris, realitzats abans, durant i després de la competició, en els quals el benestar dels cavalls és el que més preocupa.
Nova Zelanda
Les curses de cavalls són una part important de l'economia de Nova Zelanda que es remunta a l'època colonial. El 2018 va generar l’1,6 bilions de $ a l'economia nacional. Es calcula que l’impacte indirecte de les despeses en curses d'uns 15,000 treballs FTE. Més de 58.000 persones van participar amb una certa capacitat a la indústria de les carreres de Nova Zelanda el 2018. i ha 69 clubs de pura sang i 51 equipats amb llicència a Nova Zelanda. Els hipòdroms es troben en 59 llocs de tot el país.
La indústria del pura sang és important per a Nova Zelanda, ja que la venda d’exportació de cavalls, principalment a Austràlia i Àsia, genera més de 120 milions de dòlars a l'any. Durant la temporada de carreres 2008-09, 19 cavalls de cria de Nova Zelanda van guanyar 22 carreres del grup 1 a tot el món.
Entre els cavalls de cursa de pura sang de Nova Zelanda destaquen Carbine, Nightmarch, Sunline, Desert Gold i Rising Fast. Phar Lap i Tulloch es van criar a Nova Zelanda, però no hi van concursar.
El cavall de raça estàndard de Nova Zelanda més famós és probablement Cardigan Bay. Stanley Dancer va conduir el cavall de Nova Zelanda, Cardigan Bay, per guanyar 1 milió de dolars en apostes el 1968, el primer cavall trotgador que va superar aquesta fita de la història nord-americana. Altres cavalls destacables són Young Quinn, Christian Cullen, Lazarus i el trotador Lyell Creek.

### Àfrica
Maurici

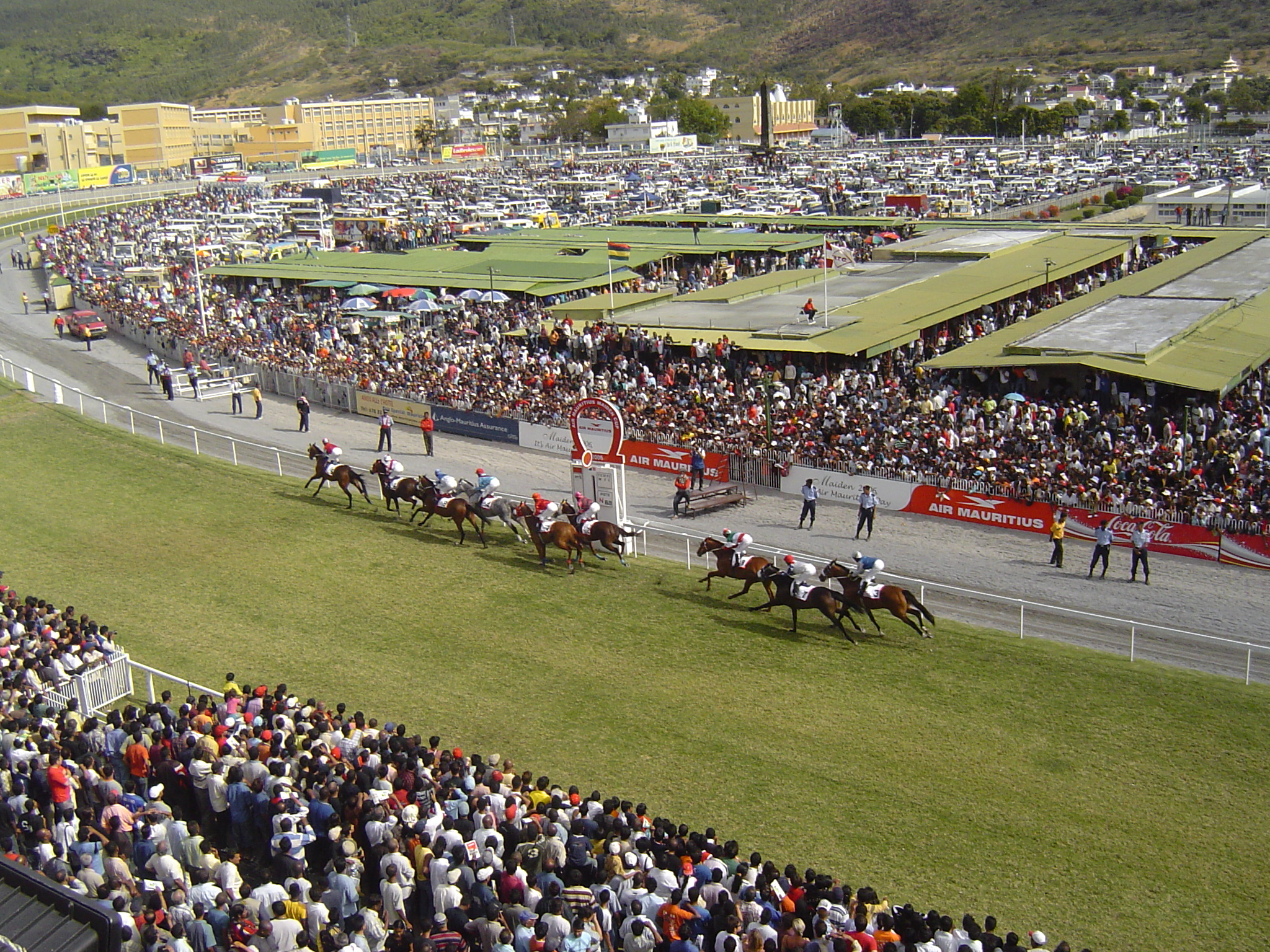
Maiden Cup 2006 - A la línia del vencedor de la cursa

El 25 de juny de 1812, l'hipòdrom Champ de Mars va ser inaugurat pel Mauritius Turf Club, fundat a principis del mateix any pel coronel Edward A. Draper. El Champ de Mars està situat en una prestigiosa avinguda de Port Louis, la capital, i és l’hipòdrom més antic de l’ hemisferi sud. El Mauritius Turf Club és el segon club de gespa actiu més antic del món.
Les carreres són un dels esports més populars a Maurici que ara atrau multitud regular de 20.000 persones o més a l’únic hipòdrom de l’illa.
Membres de la família reial britànica, com la reina Isabel II, la princesa Margarida o la reina mare, han assistit a diverses curses o han esponsoritzat les del Camp de Mars.El Champ de Mars té quatre esdeveniments clàssics a l'any, com ara: la Copa Duquessa de York, la Copa Barbé, la Copa Maiden i la Copa Duc de York.
La majoria dels seus cavalls són importats de Sud-àfrica, però alguns també s'adquireixen d’Austràlia, el Regne Unit i França.
Sud-àfrica
Les curses de cavalls són un esport popular a Sud-àfrica que es remunta al 1797. La primera reunió de clubs de curses enregistrada va tenir lloc cinc anys més tard, el 1802. El cos nacional de carreres de cavalls es coneix com la National Horseracing Authority i es va fundar el 1882. El principal esdeveniment, que atrau a 50.000 persones a Durban, és el Durban July Handicap, que es du a terme des de 1897 a l’hipòdrom de Greyville. Es tracta de l'esdeveniment més gran i prestigiós del continent, amb apostes que arriben als centenars de milions de Rands. Diversos guanyadors de juliol han guanyat importants carreres internacionals, com Colorado King, London News i Ipi Tombe. Tanmateix, les altres curses importants són la Summer Cup, celebrada a l’ hipòdrom Turffontein de Johannesburg, i The Sun Met, que es disputa a l’ hipòdrom de Kenilworth a Ciutat del Cap.

### Àsia
Xina
Les curses de cavalls han estat presents com un passatemps per l'aristocràcia xinesa durant mil·lennis. Almenys per la dinastia Zhou - segle iv aC. L'estratagema del general Tian Ji per a una cursa de cavalls segueix sent la història més coneguda sobre les curses de cavalls en aquest període. Als segles xviii i xix, les curses de cavalls i els esports eqüestres a la Xina van estar dominats per influències mongoles
Les curses pura sang van arribar a la Xina amb els assentaments britànics a mitjans 1800 i, sobretot, al voltant dels ports comercials, com els dos principals hipòdroms de Xangai, amb l’ hipòdrom de Xangai amb les recreacions internacionals (a Kiang-wan), i els hipòdroms de Tientsin. L'hipòdrom de Kiang-Wan va ser destruït abans de la Segona Guerra sino-japonesa i el Shanghai Race Club va tancar el 1954.
Les curses de cavalls van ser prohibides a la República de la Xina a partir de 1945, i la República Popular de la Xina va mantenir la prohibició després de 1949. Amb tot, es van concedir permisos als pobles de minories ètniques per als quals els esports eqüestres són una tradició cultural. i per a Hong Kong i Macau que son una regió administrativa especial. Les curses de cavalls de velocitat (速度 赛马) van ser un esdeveniment dels Jocs Nacionals de la Xina, introduït principalment per atendre a pobles minoritaris, com els mongols. L’hipòdrom era inicialment de 5 km, però a partir del 2005 (els X Jocs Nacionals) es va ampliar a 12 km. La cursa més llarga va provocar morts i ferits als cavalls participants tant al 2005 com als 11è Jocs Nacionals del 2009. A més, amb l'entrada a l'esport de les províncies majoritàries de l'ètnia han, com ara a Hubei, han comptat amb millor finançament i s'utilitzen tècniques occidentals de cria i d'entrenament més que superen les tradicionals. Des del 2014 les curses de cavalls s'han promobut com l'esdeveniment d'un sol dia i han passat de cinc participants majoritàraiment estrangers. Actualment sembla que es va consolidant la seva pràctica.
El 2008, la China Speed Horse Race Open de Wuhan es va organitzar com a ronda de classificació per a l'esdeveniment de cursa de cavalls de velocitat als Jocs Nacionals de l'any següent, però també va ser vist pels comentaristes com un pas cap a la legalització de les curses de cavalls i del joc a les carreres. L'hipòdrom de Wuhan va ser l'únic hipòdrom que va organitzar curses a la Xina. El 2014, el Wuhan Jockey Club va organitzar més de 80 curses. Gairebé tots els entrenadors i jockeys xinesos van establir-se a Wuhan. Tanmateix, amb la desaparició de l'esdeveniment als Jocs Nacionals i el govern no cedeix a la prohibició de les carreres comercials, diversos hipòdroms construïts en els darrers anys es troben en un estat de desús: l'hipòdrom de Nanjing, que anteriorment acollia esdeveniments eqüestres dels Jocs Nacionals, ara s'utilitza com a aparcament; El Beijing Jockey Club va ser tancat el 2008. L’hipòdrom a Mongòlia Interior no ha estat actiu després del 2012
Hong Kong

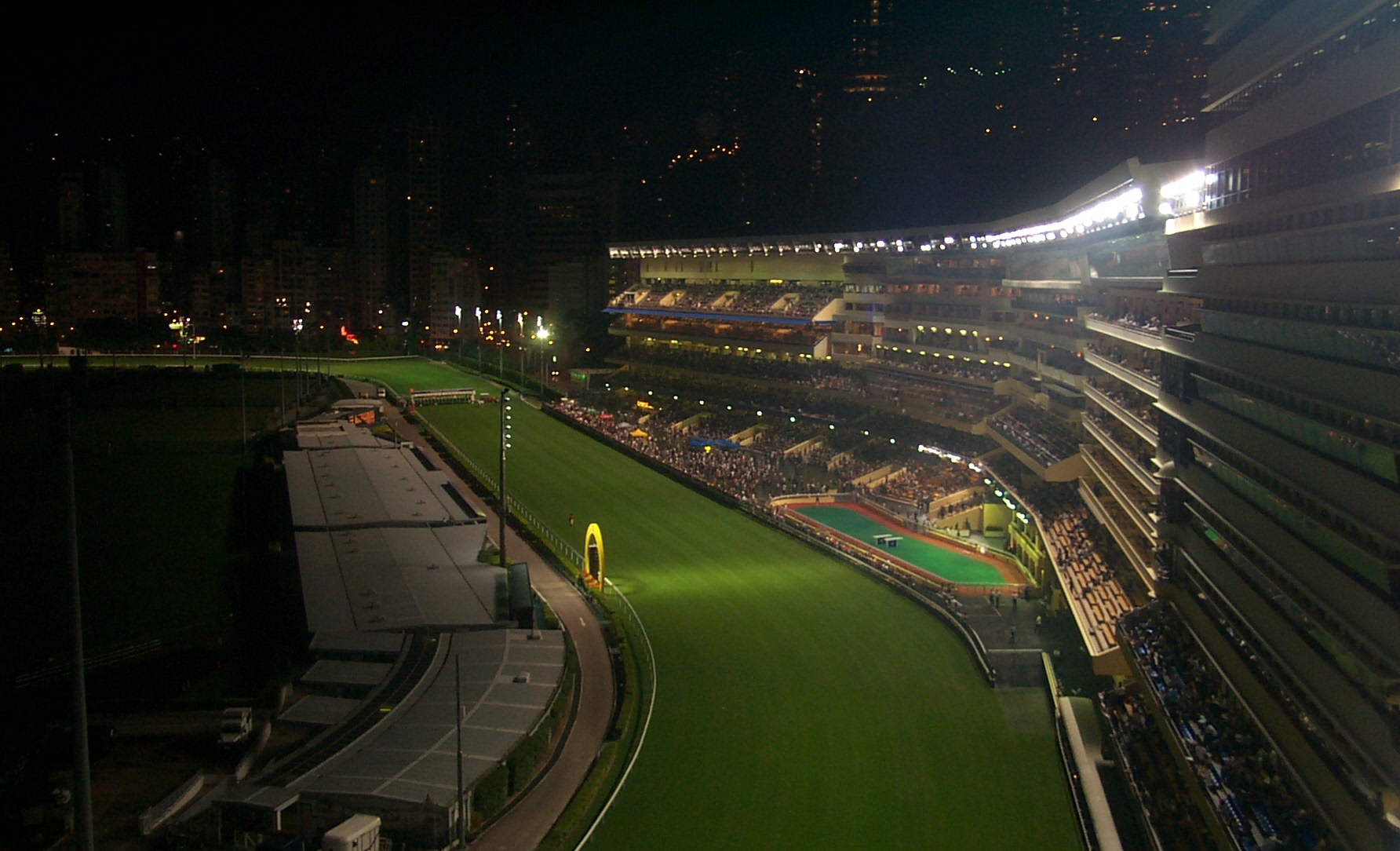
Hipòdrom de Happy Valley a Hong Kong a la nit

La tradició britànica de les curses de cavalls va deixar la seva empremta amb la creació d’una de les institucions d'entreteniment i de joc més importants de Hong Kong. Establerta com a Royal Hong Kong Jockey Club el 1884. l’organització sense ànim de lucre realitza prop de 700 carreres cada temporada a les dues pistes de carreres: a Happy Valley i Sha Tin
Tots els cavalls són importats ja que no hi ha cap organització de cria. L'esport atrau anualment milions de dòlars en ingressos fiscals. Les apostes fora de pista estan disponibles a les cases d'apostes a l'estranger.
Actualment, el Jockey Club de Hong Kong és una pedra angular del modern Hong Kong. Dona tots els seus beneficis al govern de Hong Kong, a organitzacions benèfiques i a institucions públiques. És el principal contribuent del territori, que va contribuir amb l'11% dels ingressos del govern el 2000. En termes econòmics, el Jockey Club de Hong Kong és un monopoli antiquat protegit pel govern; totes les altres formes de joc són il·legals en aquesta indústria.
Macau
El Jockey Club de Macau es va crear per a les carreres de trotadors. Va començar a realitzar curses de cavalls el 1989.
Índia
El primer hipòdrom de l'Índia es va crear a Madràs el 1777 on es va celebrar la Guindi Race Course.Avui l'Índia compta amb nou hipòdroms operats per set autoritats de carreres.
Japó

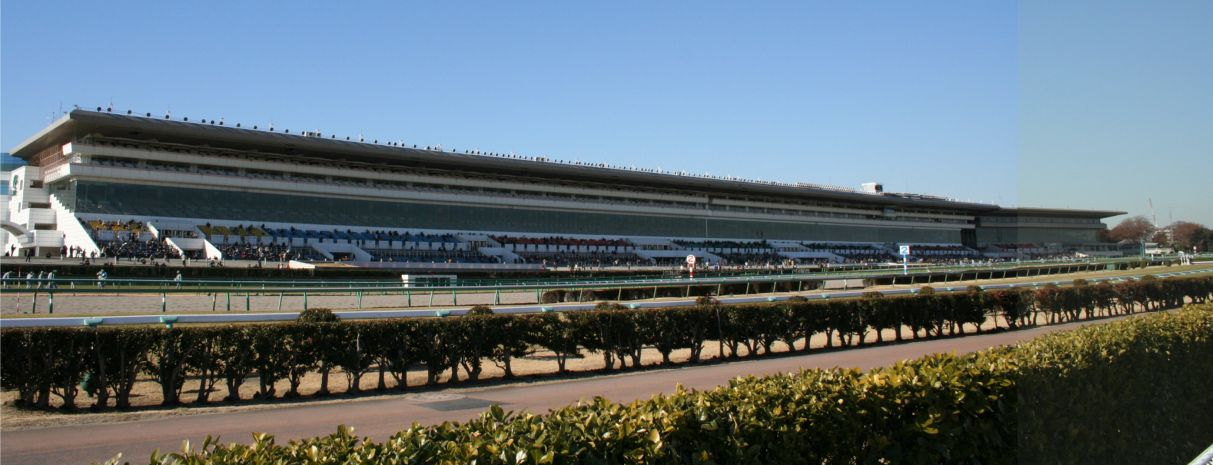
Hipòdrom de Nakayama a Funabashi, Japó

El Japó té dos òrgans de govern que controlen la seva carrera de cavalls: la Japan Racing Association (JRA) i l'Associació Nacional de Carreres (NAR). Entre ells realitzen més de 21.000 curses de cavalls a l'any. El JRA és responsable de "Chuo Keiba" (que significa "carreres centrals de cavalls"), que tindrà lloc a les deu pistes principals japoneses. Mentre que el NAR és el responsable de "Chihou Keiba" (que significa "curses de cavalls locals"). Les carreres al Japó són principalment curses planes, però Japó també té carreres de salts i una cursa de carros coneguda com Ban'ei (també anomenada Draft Racing).
Les principals curses d’aposta del Japó es realitzen a la primavera, la tardor i l’hivern. Aquests inclouen la cursa més destacada del país: la Copa del Japó de grau 1, una cursa de gespa de 2.400 m que es fa cada novembre a l’hipòdrom de Tòquio amb uns premis de 476 ¥. milions (uns 5,6 dòlars EUA), considerant-se una de les curses de gespa més riques del món. Altres curses d’aposta destacades són les de February Stakes, el Derby Japonès, el Takamatsunomiya Kinen, el Yasuda Kinen, el Takarazuka Kinen, l’ Arima Kinen, el Satsuki Sho, el Kikka Sho i les carreres Tenno Sho que es disputen a la primavera i la tardor. La cursa de salts més alta del Japó és el Nakayama Grand Jump, que es disputa cada mes d’abril a l’hipòdrom de Nakayama
Malàisia
A Malàisia, les curses de cavalls es van introduir durant l'era colonial britànica i es mantenen fins als nostres dies com a activitat de joc. Hi ha tres hipòdroms a Malàisia peninsular: el Penang Turf Club, Perak Turf Club i Selangor Turf Club. Només es pot apostar per les curses de cavalls legalment dins els recintes. Les curses a Malàisia peninsular i Singapur es realitzen i es regeixen segons les regles de l'Associació de Carreres de Malàisia i les apostes a Malàisia són gestionades i organitzades per Pan Malaysian Pools Sdn Bhd. A l'est de Malàisia, les curses són governades independentment pel Royal Sabah Turf Club i el Sarawak Turf Club.
Mongòlia
Les curses de cavalls a Mongòlia tenen lloc durant el festival de Naadam. Mongòlia no té curses de cavalls de pura sang. Més aviat, té el seu propi estil mongol de curses de cavalls en què els cavalls corren durant almenys una distància de 25 quilòmetres.
Pakistan
Al Pakistan es realitzen curses de cavalls a quatre clubs. A Lahore al Lahore Race Club, Rawalpindi al Chakri, a Karachi al Karachi Race Club i a Gujrat al Gujrat Race Club.
Filipines
Les curses de cavalls a les Filipines van començar el 1867. La història de les curses té tres divisions segons les races de cavalls utilitzades. Són l'època del poni filipí (1867-1898), l'època dels cavalls àrabs (1898-1930) i l'època del pura sang (1935-actualitat).
Singapur
Els britànics van introduir les curses de cavalls a Singapur durant l'època colonial i van continuar sent una de les formes legals de joc després de la independència. Segueix sent una forma d'entreteniment molt popular amb la comunitat local de Singapur fins als nostres dies. Les curses se celebren normalment els divendres al vespre i els diumenges al Singapore Turf Club de Kranji. Les curses de cavalls també han deixat la seva empremta en la denominació de carreteres a Singapur, com Race Course Road a Little India, on les curses de cavalls es feien per primera vegada al país, i el i Turf Club Road a Bukit Timah, on abans es trobava el Singapore Turf Club. la seva ubicació actual el 1999.
Corea del Sud
Les curses de cavalls a Corea del Sud es remunten al maig de 1898, quan un institut de llengua estrangera dirigit pel govern va incloure una cursa de rucs en el seu rally atlètic. Tanmateix, no va ser fins a la dècada de 1920 que es van desenvolupar les modernes curses de cavalls amb apostes. El primer club autoritzat de la nació, el Chosun Racing Club, es va crear el 1922 i un any després es va adoptar oficialment per primera vegada el sistema d'apostes pari-mutuel.
La guerra de Corea va interrompre el desenvolupament de les curses de cavalls al país, però després dels Jocs Olímpics de Seül el 1988, el Parc Olímpic Eqüestre es va convertir en instal·lacions de curses anomenades Seoul Race Park, que van ajudar a l'esport a desenvolupar-se de nou.
Emirats Àrabs Units
La gran cursa als Emirats Àrabs Units és la Copa Mundial de Dubai, una cursa amb una bossa de 10 milions de dòlars US, que va ser el premi més gran del món fins que va ser superada per la Copa del Món Pegasus, una cursa nord-americana amb 12 milions de dolars que van celebrar la seva primera edició el 2017. La Copa Mundial de Dubai torna a ser la cursa de cavalls més rica del món. La Copa del Món de Pegasus es va reduir els seus premis el 2019 per deixar lloc a una nova cursa de gespa. Altres curses inclouen el Dubai Kahayla Classic compta amb uns premis de 250.000 dòlars US.
L'hipòdrom de Meydan a Dubai, sembla que és la pista de carreres més gran del món, i es va inaugurar el 27 de març de 2010 per a la prova de la Copa del Món de Dubai. El complex de carreres conté dues pistes amb capacitat per a 60.000 persones, un hotel, restaurants, teatre i museu.

### Sud Amèrica
Argentina
A Argentina, l'esport es coneix com turf (amb gespa). Alguns dels corredors més famosos són Irineo Leguisamo, Vilmar Sanguinetti, Marina Lezcano, Jorge Valdivieso, Pablo Falero i Jorge Ricardo. El tango Por una cabeza de Carlos Gardel tracta sobre les curses de cavalls, esport del qual era un conegut aficionat. Gardel era un bon amic d'Irineo Leguisamo, que va ser és el jockey uruguaià més reconegut, que va córrer molts anys a l'Argentina.

## Apostes
En moltes curses de cavalls, hi ha una estació de jocs d’atzar, on el públic pot apostar diners a un cavall. En algunes pistes es prohibeix apostar per cavalls. Entre les pistes en que les apostes son il·legals trobem la Springdale Race Course, seu dels famosos TD Bank, la Carolina Cup, i la Colonial Cup Steeplechase a Camden, Carolina del Sud, a causa d’una llei de 1951. Quan es permet el joc, la majoria de les pistes ofereixen apostes parimutel on els diners dels jugadors s'agrupen i es reparteixen proporcionalment entre els guanyadors un cop es fa una deducció de la porra global. En alguns països, com el Regne Unit, Irlanda i Austràlia, les cases d'apostes ofereixen un servei alternatiu i més popular que generen un creador de mercat en oportunitats. Això permet al jugador "bloquejar" les probabilitats d'un cavall en un moment concret (conegut com a "prendre el preu" al Regne Unit). Les apostes parimutuel a les carreres proporciona tant diners als participants, com ingressos fiscals considerables, amb més de 100 bilions de dolars USA apostats anualment a 53 països.

## Perills
Anna Waller, membre del Departament de Medicina d'Emergències de la Universitat de Carolina del Nord, va ser coautora d'un estudi de quatre anys sobre lesions al jockey i va declarar al New York Times que "per cada 1.000 jockeys que portes a cavall [per un any], més de 600 tindran lesions tractades mèdicament ". Va afegir que gairebé el 20% d’aquests eren ferits greus al cap o al coll. L'estudi va informar de 6.545 lesions durant els anys 1993-1996. Més de 100 jockeys van morir als Estats Units entre 1950 i 1987.
Els cavalls també s'enfronten a perills danys en carreres. Moren 1,5 cavalls de cada 1.000 sortides als Estats Units. El Jockey Club dels Estats Units a Nova York calcula que al 2006 van morir uns 600 cavalls a les pistes d’hipòdrom. Una altra estimació és que hi ha 1.000 morts anuals als EUA. El Jockey Club de Hong Kong va informar d’una xifra molt inferior de 0,58 cavalls per cada 1.000 arrencades. S'especula que les drogues que s'utilitzen a les curses de cavalls als Estats Units, prohibides en altres llocs, són responsables de la taxa de mortalitat més alta als Estats Units.
A la província canadenca d'Ontario, un estudi de 1.709 morts de cavalls de curses entre 2003 i 2015 va trobar que la majoria de les morts eren atribuïbles a "danys durant l'exercici al sistema musculoesquelètic dels cavalls", incloses fractures, luxacions i ruptures de tendons. Les taxes de mortalitat van ser vuit vegades més altes per a les pura sang que les trotadors americans i les més altes entre els cavalls joves. L'estudi també va trobar que la incidència de morts fora de pista era el doble d’alta per als pura sang.
Al Regne Unit, el 2019 es van matar 186 cavalls com a resultat directe de les carreres. D’aquests, 145 van morir a les carreres del National Hunt Race (salt) i 41 a les carreres planes. Un informe publicat el 2005 va estimar que "al voltant de 375 cavalls que participen en curses cada temporada moren per les ferides o es maten perquè no es consideren de valor comercial addicional, tot i que són prou joves per continuar competint". afegint: "Els motius pels quals es destrueixen els cavalls inclouen trencament de cames, esquena, coll i pelvis; lesions medul·lars mortals, esgotament, atac de cor i explosió de vasos sanguinis als pulmons".